# Список эпизодов мультсериала «Волшебные покровители»
«Волше́бные покрови́тели», «Волшебные родители» или «Чудители» (англ. The Fairly OddParents) — американско-канадский мультсериал, который придумал и создал аниматор Бутч Хартман. Мультсериал создали студии Billionfold Inc. и Frederator Studios для канала Nickelodeon.
С 1998 по 2001 год были показаны 10 короткометражек «Волшебные покровители», длительностью в 7,5 минут каждая. В качестве полноценного сериала Nickelodeon показал в США 10 сезонов общей продолжительностью в 172 серии, включая семь телефильмов, три фильма-кроссовера «Джимми и Тимми: Мощь времени» и три полнометражных игровых фильма. Сериал в 2017 году переехал на канал Nicktoons с середины 10 сезона, где с 14 серии переключился на Flash-анимацию.

## Список сезонов
| Сезон           | Сегменты | Серии | Серии | Даты показа     | Даты показа      | Даты показа |
| Сезон           | Сегменты | Серии | Серии | Первая серия    | Последняя серия  | Канал       |
| --------------- | -------- | ----- | ----- | --------------- | ---------------- | ----------- |
| Короткометражки | N/A      | 10    | 10    | 4 сентября 1998 | 23 марта 2001    | Nickelodeon |
| 1               | 13       | 7     | 7     | 30 марта 2001   | 9 декабря 2001   | Nickelodeon |
| 2               | 24       | 13    | 13    | 1 марта 2002    | 20 января 2003   | Nickelodeon |
| 3               | 33       | 19    | 19    | 8 ноября 2002   | 21 ноября 2003   | Nickelodeon |
| 4               | 32       | 20    | 20    | 7 ноября 2003   | 10 июня 2005     | Nickelodeon |
| 5               | 33       | 21    | 21    | 2 июля 2004     | 25 ноября 2006   | Nickelodeon |
| 6               | 30       | 20    | 20    | 18 февраля 2008 | 12 августа 2009  | Nickelodeon |
| 7               | 39       | 20    | 20    | 6 июля 2009     | 5 августа 2012   | Nickelodeon |
| 8               | 5        | 6     | 6     | 12 февраля 2011 | 29 декабря 2011  | Nickelodeon |
| Фильмы          | N/A      | 2     | 1     | 9 июля 2011     | 9 июля 2011      | Nickelodeon |
| Фильмы          | N/A      | 2     | 1     | 29 ноября 2012  | 29 ноября 2012   | Nickelodeon |
| 9               | 43       | 26    | 26    | 23 марта 2013   | 28 марта 2015    | Nickelodeon |
| Фильм           | Фильм    | Фильм | Фильм | 2 августа 2014  | 2 августа 2014   | Nickelodeon |
| 10              | 15       | 20    | 9     | 15 января 2016  | 16 сентября 2016 | Nickelodeon |
| 10              | 22       | 20    | 11    | 18 января 2017  | 26 июля 2017     | Nicktoons   |

## Список серий

### Короткометражки (1998—2001)
| № | Название                 | Режиссёр     | Автор сценария                                           | Раскадровка                | Дата премьеры                                   |
| --- | ------------------------ | ------------ | -------------------------------------------------------- | -------------------------- | ----------------------------------------------- |
| 1 | «The Fairly OddParents!» | Бутч Хартман | Бутч Хартман                                             | TBA                        | 4 сентября 1998 24 августа 2001 (переупаковка)  |
| 8-летнего Тимми Тернера родители оставляют наедине с жестокой няней Вики. После того, как его рано отправили в его комнату, избитого и несчастного из-за обращения с Вики, Тимми в отчаянии бросает свой Magic 9-Ball в стену. Шар разбивается, и из него появляются две крёстные феи по имени Космо и Ванда, волшебная пара, которая может исполнить почти всё, что пожелает Тимми. Они помогают Тимми отомстить Вики. |                          |              |                                                          |                            |                                                 |
| 2 | «Too Many Timmys!»       | Бутч Хартман | Бутч Хартман                                             | Бутч Хартман и Зак Монкриф | 25 сентября 1998 24 августа 2001 (переупаковка) |
| Оставшись наедине с требовательной «раненной» Вики, которая присматривает за ним и использует его в качестве слуги, Тимми хочет, чтобы куча клонов выполняла за него работу по дому. Однако когда они пугают Вики до безумия и наступает хаос, Тимми должен избавиться от них. |                          |              |                                                          |                            |                                                 |
| 3 | «Where's the Wand?»      | Бутч Хартман | Бутч Хартман Сюжет: Бутч Хартман, Зак Монкриф и Боб Бойл | TBA                        | 2 октября 1998                                  |
| Пока Тимми, Космо и Ванда играют в Зелёную Бороду, палочка Ванды случайно оказывается на Вики. Она использует палочку Ванды в качестве опоры для своего костюма феи на костюмированной вечеринке, и Тимми нужно вернуть палочку, поскольку она исполняет желания Вики. |                          |              |                                                          |                            |                                                 |
| 4 | «Party of Three!»        | Бутч Хартман | Бутч Хартман                                             | Боб Бойл & Бутч Хартман    | 2 января 1999 31 августа 2001 (переупаковка)    |
| Вики пытается получить доказательства того, что Тимми устраивает вечеринку, пока мамы и папы нет дома, но безуспешно. |                          |              |                                                          |                            |                                                 |
| 5 | «The Fairy Flu!»         | Бутч Хартман | Бутч Хартман Сюжет: Майк Белл                            | Шон Бишоп & Бутч Хартман   | 1 мая 1999 24 августа 2001 (переупаковка)       |
| Тимми был приглашён на вечеринку по случаю дня рождения Тути, но должен взять с собой Космо и Ванду, потому что у первого волшебный грипп, и он не может оставить их без присмотра в своём доме. К сожалению, постоянное чихание Космо наносит ущерб Тути, Вики, гостям вечеринки и самому Тимми. Кажется, дела обстоят хуже всего, когда Ванда заболевает и тоже начинает чихать - пока Тимми и Тути не удаётся накормить их квашеной капустой. Примечание: Премьера этого эпизода состоялась утром перед выходом в эфир первого эпизода мультсериала Губки Боба Квадратные Штаны. |                          |              |                                                          |                            |                                                 |
| 6 | «The Temp!»              | Бутч Хартман | Бутч Хартман Сюжет: Бутч Хартман и Стив Мармел           | Бутч Хартман               | 24 июля 1999 31 августа 2001 (переупаковка)     |
| Тимми Тернер получает замену крёстному отцу, пока Космо и Ванда находятся в учебном лагере, но замена, Джефф, может делать только игрушки; оказывается, Джефф — беглый эльф с Северного полюса. |                          |              |                                                          |                            |                                                 |
| 7 | «The Zappys!»            | Бутч Хартман | Бутч Хартман Сюжет: Бутч Хартман и Стив Мармел           | TBA                        | 31 декабря 1999 31 августа 2001 (переупаковка)  |
| Тимми, Космо и Ванда номинированы на призовое шоу фей, но Йорген фон Странгл, самая крутая фея во вселенной, использует свою силу, чтобы «убедить» судей не позволять феям победить; Левый молочный зуб Тимми шатается. |                          |              |                                                          |                            |                                                 |
| 8 | «Scout's Honor»          | Бутч Хартман | Бутч Хартман Сюжет: Бутч Хартман и Стив Мармел           | TBA                        | 17 января 2000 17 августа 2001 (переупаковка)   |
| Тимми пытается заработать значок белки-скаута «Поимка мифического существа»; Вики мучает свою группу разведчиков. |                          |              |                                                          |                            |                                                 |
| 9 | «The Really Bad Day!»    | Бутч Хартман | Бутч Хартман Сюжет: Бутч Хартман и Стив Мармел           | TBA                        | 8 декабря 2000 17 августа 2001 (переупаковка)   |
| Один день из определённого числа лет фея-крестный должна быть «плохой», и настала очередь Космо сделать это. Однако единственная проблема в том, что ему постоянно не удаётся быть «плохим». Тимми и Ванда пытаются помочь ему и заручиться поддержкой завоевателя Чингисхана, чтобы научить его быть плохим, но вскоре у Космо появляется план взорвать Землю. |                          |              |                                                          |                            |                                                 |
| 10 | «Super Humor»            | Бутч Хартман | Сюжет: Бутч Хартман, Стив Мармел и Майк Белл             | Бутч Хартман               | 23 марта 2001 17 августа 2001 (переупаковка)    |
| Желая стать супергероем, Тимми испытывает на себе сверхспособности. |                          |              |                                                          |                            |                                                 |

### 1 сезон (2001)
| № общий | № в сезоне | Название                                       | Режиссёр                       | Автор сценария                                                             | Раскадровка                    | Дата премьеры  |
| --- | ---------- | ---------------------------------------------- | ------------------------------ | -------------------------------------------------------------------------- | ------------------------------ | -------------- |
| 1a | 1a         | «Большая проблема!» «The Big Problem»          | Бутч Хартман и Джейми Диас     | Стив Мармел                                                                | Бутч Хартман и Берни Петтерсон | 30 марта 2001  |
| Устав от недостатков детства, Тимми хочет стать взрослым. Вместо того, чтобы стать крепким, мускулистым, пожилым Тимми своей мечты, он превращается в невысокого, лысого мужчину средних лет с волосатой спиной. |            |                                                |                                |                                                                            |                                |                |
| 1b | 1b         | «Сумасшедшая мощность» «Power Mad!»            | Бутч Хартман                   | Стив Мармел Сюжет: Майк Белл и Стив Мармел                                 | Бутч Хартман                   | 30 марта 2001  |
| Тимми надоело, что его игры слишком детские, поэтому он мечтает о самой сложной видеоигре. Когда Честер и ЭйДжей приходят неожиданно, они в конечном итоге переносят себя в игру. Теперь Тимми должен войти в игру и пройти различные уровни сложности, чтобы добраться до своих друзей, иначе устройства Вики могут вызвать скачок напряжения и навсегда закрыть игру. |            |                                                |                                |                                                                            |                                |                |
| 2a | 2a         | «Разнесены» «Spaced Out»                       | Бутч Хартман                   | Майк Белл, Бутч Хартман и Стив Мармел                                      | Бутч Хартман и Барри Банс      | 6 апреля 2001  |
| После просмотра эпизода Туманности аварии Тимми и друзья хотят устроить реконструкцию, и Тимми хочет для этого подлинное инопланетное существо. Чтобы исполнить это желание, Космо и Ванда вызывают в воображении Марка Чанга, принца планеты Югопотамия. Затем Марк захватывает Честера и Эй-Джея. и развивает привязанность к Вики. Поскольку магия не может помешать настоящей любви, Тимми, Космо и Ванда отправляются в Югопотамию, чтобы найти родителей Марка, чтобы они могли всё исправить и вернуть Марка домой. |            |                                                |                                |                                                                            |                                |                |
| 2b | 2b         | «TransParents!» «TransParents!»                | Бутч Хартман и Ларри Леичлитер | Бутч Хартман и Стив Мармел                                                 | Бутч Хартман и Джо Даниэлло    | 6 апреля 2001  |
| Учитель Тимми, мистер Дензел Крокер, созывает конференцию с родителями Тимми для подозрительного проекта «покажи и расскажи». Не желая, чтобы его настоящие родители узнали об этом, Тимми просит Космо и Ванду выдать себя за его родителей. Крокер, который знает, что Космо и Ванда - феи, расставляет для них ловушки, чтобы доказать их существование. |            |                                                |                                |                                                                            |                                |                |
| 3a | 3a         | «Слишком далёкое желание!» «A Wish Too Far!»   | Бутч Хартман                   | Стив Мармел                                                                | Бутч Хартман и Эрик Визе       | 13 апреля 2001 |
| Тимми хочет соответствовать и влюбиться в популярную девушку Трикси Танг, но чем более популярным он хочет стать, тем более эгоистичным он становится в своих желаниях. |            |                                                |                                |                                                                            |                                |                |
| 3b | 3b         | «Крошечный Тимми!» «Tiny Timmy!»               | Бутч Хартман и Ларри Леичлитер | Стив Мармел Сюжет: Бутч Хартман, Майк Белл и Стив Мармел                   | Пол Макэвой                    | 13 апреля 2001 |
| Чтобы изучить человеческое тело, Космо и Ванда уменьшают Тимми, чтобы он мог исследовать человеческое тело Вики, но вскоре наступает хаос. |            |                                                |                                |                                                                            |                                |                |
| 4a | 4a         | «Отцовское время!» «Father Time!»              | Бутч Хартман и Джейми Диас     | Бутч Хартман и Стив Мармел                                                 | Джон Фонтейн и Бутч Хартман    | 20 апреля 2001 |
| Попав в беду из-за того, что с помощью теплового зрения расплавил трофей своего отца, Тимми мечтает о скутере, путешествующем во времени, чтобы он мог помешать отцу когда-либо выиграть его. К сожалению, действия Тимми изменили ход истории, когда он вернулся в настоящее: папа правит всем Диммсдейлом, а Космо и Ванда никогда не встречались с Тимми. Теперь Тимми должен вернуться в прошлое, чтобы исправить ущерб, который он нанёс временной шкале.                                                             |            |                                                |                                |                                                                            |                                |                |
| 4b | 4b         | «Взаимодействие!» «Apartnership!»              | Бутч Хартман                   | Бутч Хартман и Стив Мармел                                                 | Джон Фонтейн и Бутч Хартман    | 20 апреля 2001 |
| Отмечая годовщину свадьбы своих родителей и крёстных родителей, Тимми вынужден отправиться в Сказочный мир, когда Космо покидает Ванду из-за недоразумения. |            |                                                |                                |                                                                            |                                |                |
| 5a | 5a         | «Выше голову!» «Chin Up!»                      | Бутч Хартман                   | Стив Мармел                                                                | Пол Макэвой и Бутч Хартман     | 27 апреля 2001 |
| Тимми встречает своего любимого супергероя Багрового Чина, но открытие того, что он вымышленный, повергает героя в глубокую депрессию. Теперь Тимми должен изменить эту ситуацию, и в результате он получает супергеройское альтер эго Расщелины Чудо-Чин. |            |                                                |                                |                                                                            |                                |                |
| 5b | 5b         | «Собачий полдень!» «Dog's Day Afternoon»       | Бутч Хартман и Ларри Леичлитер | Стив Мармел                                                                | Пол Макэвой и Бутч Хартман     | 27 апреля 2001 |
| Тимми хочет поменяться мозгами с собакой Вики Дойдлом, но быстро обнаруживает, что у собаки на самом деле всё так же плохо, как и у него, поскольку Вики хочет, чтобы его «починили». |            |                                                |                                |                                                                            |                                |                |
| 6a | 6a         | «Коза мечты!» «Dream Goat!»                    | Бутч Хартман и Ларри Леичлитер | Стив Мармел Сюжет: Бутч Хартман, Майк Белл и Стив Мармел                   | Джон Фонтейн                   | 4 мая 2001     |
| Чувствуя, что Козе Чомпи нужна свобода, Тимми желает ему свободы. Однако, когда Вики замечают возле загона Чомпи, её обвиняют в освобождении Чомпи и арестовывают. Позже Тимми понимает, что он должен вернуть Чомпи. |            |                                                |                                |                                                                            |                                |                |
| 6b | 6b         | «Та же игра» «The Same Game»                   | Бутч Хартман                   | Бутч Хартман и Стив Мармел                                                 | Пол Макэвой и Бутч Хартман     | 4 мая 2001     |
| Над Тимми издеваются из-за его больших торчащих зубов, поэтому он хочет, чтобы все выглядели одинаково. Это превращает всех в серые, неузнаваемые капли. Теперь Космо и Ванда должны найти Тимми, прежде чем они взорвутся и превратятся в пыль. |            |                                                |                                |                                                                            |                                |                |
| 7 | 7          | «Рождество каждый день!» «Christmas Everyday!» | Бутч Хартман                   | Бутч Хартман и Стив Мармел Сюжет: Бутч Хартман, Трейси Берна и Стив Мармел | Бутч Хартман и Боб Бойл        | 9 декабря 2001 |
| У Тимми прекрасное Рождество, поэтому он желает, чтобы Рождество было каждый день, но затем другие праздничные духи завидуют и заставляют Тимми мчаться к Северному полюсу в попытке спасти Санту. |            |                                                |                                |                                                                            |                                |                |

### 2 сезон (2002—2003)
| № общий | № в сезоне | Название                                                         | Режиссёр                                 | Автор сценария                                                                     | Раскадровка                                                             | Дата премьеры    |
| --- | ---------- | ---------------------------------------------------------------- | ---------------------------------------- | ---------------------------------------------------------------------------------- | ----------------------------------------------------------------------- | ---------------- |
| 8a | 1a         | «Мальчуковая группа» «Boys in the Band»                          | Бутч Хартман                             | Бутч Хартман и Стив Мармел                                                         | Бутч Хартман и Пол Макэвой                                              | 1 марта 2002     |
| Тимми завидует Чипу Скайларку, молодому певцу Диммсдейла, за проведение концерта в его день рождения. В гневе Тимми планирует взять его в заложники в своём доме; Удивительно, но Вики влюбляется в Чипа. |            |                                                                  |                                          |                                                                                    |                                                                         |                  |
| 8b | 1b         | «Проклятые игры» «Hex Games»                                     | Бутч Хартман                             | Тим О'Рурк                                                                         | Боб Бойл                                                                | 1 марта 2002     |
| Тимми бросает вызов Вики, одной из лучших фигуристок в скейт-парке; если она выиграет, в скейт-парке будут ограничения по росту для катания на скейтборде, но если Тимми выиграет, скейт-парк будет открыт для всех детей. |            |                                                                  |                                          |                                                                                    |                                                                         |                  |
| 9a | 2a         | «Детская игрушка» «Boy Toy»                                      | Бутч Хартман                             | Бутч Хартман и Стив Мармел                                                         | Бутч Хартман и Джим Шуман                                               | 8 марта 2002     |
| После того, как Тимми желает, чтобы он стал размером с игрушку, чтобы провести время со своей старой фигуркой «Багровый подбородок», сестра Вики и Тути берут Космо и Ванду (замаскированных под кукол), и Тимми должен пойти в дом Вики и Тути, чтобы найти их. |            |                                                                  |                                          |                                                                                    |                                                                         |                  |
| 9b | 2b         | «Инспекционное определение» «Inspection Detection»               | Бутч Хартман                             | Сюжет : Бутч Хартман и Стив Мармел Телесценарий : Спенсер Грин                     | Бутч Хартман                                                            | 8 марта 2002     |
| Поскольку Тимми желает получить (по совпадению) украденные вещи, Тимми обвиняют в краже в магазине. Затем приходит Йорген фон Странгл для осмотра Космо и Ванды, и если они потерпят неудачу, их заберут у Тимми. Тем временем Тимми полон решимости поймать настоящего магазинного вора, Фрэнсиса. |            |                                                                  |                                          |                                                                                    |                                                                         |                  |
| 10a | 3a         | «Как в боевике» «Action Packed»                                  | Джон Фонтейн и Бутч Хартман              | Трейси Берна и Стив Мармел                                                         | Джон Фонтейн                                                            | 22 марта 2002    |
| После просмотра остросюжетного детективного фильма Тимми мечтает о насыщенной действиями жизни. Однако это превращается в ужас, когда суперзлодей Йорген захватывает Космо, Ванду и всех других фей и высасывает из них их магию («ужас PG-13», как его называет Тимми, показан в этой части). Тимми должен остановить Йоргена, прежде чем он станет самой могущественной феей во вселенной. |            |                                                                  |                                          |                                                                                    |                                                                         |                  |
| 10b | 3b         | «Умник» «Smarty Pants»                                           | Джон Фонтейн и Бутч Хартман              | Трейси Берна                                                                       | Джон Фонтейн                                                            | 22 марта 2002    |
| Тимми хотел бы, чтобы он был самым умным ребёнком в мире, но ситуация усложняется, когда ему приходится конкурировать с Эй-Джеем. И впоследствии теряет свой интеллект, поскольку, согласно «Правилам», люди не могут использовать магию фей для победы в соревнованиях. |            |                                                                  |                                          |                                                                                    |                                                                         |                  |
| 11a | 4a         | «Супер велик» «Super Bike»                                       | Бутч Хартман                             | Джек Томас                                                                         | Бутч Хартман                                                            | 10 мая 2002      |
| Тимми мечтает о неразрушимом велосипеде, но велосипед впоследствии отказывается позволить ему покинуть его. |            |                                                                  |                                          |                                                                                    |                                                                         |                  |
| 11b | 4b         | «Миля в моих сапогах» «A Mile in My Shoes»                       | Гэри Конрад и Бутч Хартман               | Тим О'Рурк, Бутч Хартман и Стив Мармел                                             | Крис Робертсон                                                          | 10 мая 2002      |
| У Тимми был тяжёлый день без крёстных родителей: он опоздал на автобус до школы, промок под дождём и попал под волейбольный мяч на уроке физкультуры. Завидуя своим крёстным родителям за их прекрасный образ жизни, Тимми становится крёстным отцом-феей, а Космо и Ванда становятся обычными детьми. Однако Тимми обнаруживает, что быть крёстным родителем требует большей ответственности. |            |                                                                  |                                          |                                                                                    |                                                                         |                  |
| 12a | 5a         | «Тимми-невидимка» «Timvisible»                                   | Бутч Хартман                             | Бутч Хартман и Стив Мармел                                                         | Бутч Хартман и Пол Макэвой                                              | 26 апреля 2002   |
| В последний день в школе Тимми получает награду за отличную посещаемость, но Фрэнсис празднует последний день, избивая всех мальчиков. Чтобы не быть избитым Фрэнсисом, Тимми желает, чтобы он был невидимым, но затем ему так нравится быть невидимым, что он забывает о церемонии награждения. Теперь он должен спешить, чтобы получить свою награду, и в процессе избегать мистера Крокера, поскольку он пытается поймать его, потому что он может использовать его как доказательство существования фей. |            |                                                                  |                                          |                                                                                    |                                                                         |                  |
| 12b | 5b         | «Эта старая чёрная магия» «That Old Black Magic»                 | Сара Фрост и Бутч Хартман                | Бутч Хартман и Стив Мармел                                                         | Джим Шуман, Бутч Хартман и Сара Фрост                                   | 26 апреля 2002   |
| В пятницу, 13-го, Анти-Феи создают проблемы, в то время как Тернеры проводят день в Адреналенде (тематический парк, наполненный опасными аттракционами с талисманом, известным как Фен-Фен Фил). |            |                                                                  |                                          |                                                                                    |                                                                         |                  |
| 13a | 6a         | «Неудачники» «Foul Balled»                                       | Джон Фонтейн и Бутч Хартман              | Бутч Хартман и Стив Мармел                                                         | Крис Робертсон и Джон Фонтейн                                           | 7 июня 2002      |
| Тимми, уставший проигрывать каждую игру из-за Честера, желает, чтобы Честер стал опытным игроком в бейсбол, но Честер действует Тимми на нервы, когда он начинает захватывать каждую позицию и избегать остальной части своей команды. |            |                                                                  |                                          |                                                                                    |                                                                         |                  |
| 13b | 6b         | «Мальчик, который был бы королевой» «The Boy Who Would Be Queen» | Сара Фрост и Бутч Хартман                | Стив Мармел и Бутч Хартман                                                         | Бутч Хартман и Сара Фрост                                               | 7 июня 2002      |
| Тимми случайно желает стать девочкой перед вечеринкой по случаю дня рождения Трикси, и она использует свой новый женский разум, чтобы сделать для неё идеальный подарок. Однако оказывается, что Трикси тоже любит мальчишеские штучки. |            |                                                                  |                                          |                                                                                    |                                                                         |                  |
| 14a | 7a         | «Полетели!» «Totally Spaced Out»                                 | Джон Фонтейн и Бутч Хартман              | Стив Мармел и Джек Томас                                                           | Джон Фонтейн и Пол Макэвой                                              | 12 июля 2002     |
| Марк Чанг возвращается, чтобы забрать с собой Вики, чему Тимми рад, но родители находят ему новую няню. В результате Тимми должен отправиться в «Весёлый учебный центр Флэппи Боба», где всё скучно (например, ему приходится смотреть восьмичасовой документальный фильм о кротах и о том, как шлёпанье их в игре может привести к их исчезновению, когда он попытается сыграть в шлепок). игра с кротом), слишком безопасная (ненужная защитная экипировка в бассейне с шариками) и полезная (кубики сои). Теперь Тимми должен сбежать и вернуть Вики. |            |                                                                  |                                          |                                                                                    |                                                                         |                  |
| 14b | 7b         | «Сбой переключателя» «The Switch Glitch»                         | Гэри Конрад и Бутч Хартман               | Сюжет : Дженни Нисензон Телесценарий : Бутч Хартман, Стив Мармел и Дженни Нисензон | Джим Шуман, Гэри Конрад и Бутч Хартман                                  | 12 июля 2002     |
| Тимми желает, чтобы он был няней, а Вики была ребёнком, чтобы отомстить, но его резкое обращение с Вики приводит к тому, что Космо и Ванду передают Вики, которая затем доставляет неприятности Тимми. |            |                                                                  |                                          |                                                                                    |                                                                         |                  |
| 15a | 8a         | «Могучая Ма и Порох Па» «Mighty Mom & Dyno Dad»                  | Джон Фонтейн и Бутч Хартман              | Бутч Хартман и Стив Мармел                                                         | Джон Фонтейн и Крис Робертсон                                           | 6 сентября 2002  |
| Тимми, уставший от того, что его родители спешат на работу и возвращаются домой поздно и уставшим, поэтому у него никогда не остаётся времени для него, мечтает, чтобы его родители обладали сверхспособностями, но они слишком заняты спасением мира, чтобы даже проводить с ним время. Теперь Тимми должен стать величайшим злодеем (пародия на Галактуса), чтобы заставить своих родителей отказаться от своих сверхспособностей (его желание сделало их достаточно могущественными, чтобы на них не влияла даже магия, поэтому они должны добровольно отказаться от своих сил). |            |                                                                  |                                          |                                                                                    |                                                                         |                  |
| 15b | 8b         | «Рыцарственный рыцарь» «Knighty Knight»                          | Сара Фрост и Бутч Хартман                | Бутч Хартман, Стив Мармел и Джек Томас                                             | Бутч Хартман, Сара Фрост и Хизер Мартинес                               | 6 сентября 2002  |
| Разочаровавшись на Ярмарке Камелота (рыцарь ниже ростом, чем кажется, Волшебник - продавец чистящих средств, а Дракон - всего лишь собака в маске дракона, которую даже он боится) Тимми желает, чтобы он был в реальности. Камелот, но родители Тимми каким-то образом приходят вместе с ним и вот-вот будут съедены драконом. |            |                                                                  |                                          |                                                                                    |                                                                         |                  |
| 16a | 9a         | «Фея, фея, всё не как у людей» «Fairy Fairy Quite Contrary»      | Джон Фонтейн и Бутч Хартман              | Джек Томас, Бутч Хартман и Стив Мармел                                             | Джон Фонтейн и Джим Шуман                                               | 13 сентября 2002 |
| Тимми с подозрением относится к богатому мальчику по имени Реми Баксапленти, когда он может быть лучше во всём, чем Тимми, и даже может быть в комиксе «Багровый подбородок». Он обнаруживает, что у Реми есть крёстная фея. Ванда знает, кто это, но когда она отказывает Тимми, он хочет, чтобы она сказала ему. Фея Реми оказывается Хуандиссимо Магнифико, бывшим парнем Ванды. Реми обнаруживает фей Тимми и, чтобы убедиться, что Тимми не хочет, чтобы у него было больше денег, чем у него (хотя Правила Да говорят, что вы не можете желать денег), он вызывает Тимми на Волшебную дуэль, где проигравший теряет своих фей и забывает, что он когда-либо имели их. |            |                                                                  |                                          |                                                                                    |                                                                         |                  |
| 16b | 9b         | «Нектар разногласий» «Nectar of the Odds»                        | Сара Фрост и Бутч Хартман                | Джек Томас                                                                         | Сара Фрост и Бутч Хартман                                               | 13 сентября 2002 |
| Тимми пытается продать лимонад, чтобы увидеть туманность аварии на льду, но его лимонад ужасен на вкус. Тимми обнаруживает, что пот Космо улучшает вкус лимонада, и добавляет его в качестве своего секретного ингредиента. Его лимонад теперь пользуется успехом, но с неприятным побочным эффектом: он исполняет желания людей, которые его пьют. |            |                                                                  |                                          |                                                                                    |                                                                         |                  |
| 17a | 10a        | «Слава шефу» «Hail to the Chief»                                 | Гэри Конрад и Бутч Хартман               | Стивен Бэнкс, Джек Томас и Стив Мармел                                             | Гэри Конрад и Бутч Хартман                                              | 27 сентября 2002 |
| Тимми становится президентом класса, чтобы быть с Трикси, но это не так здорово, как он считает. Его агенты секретной службы (Честер и Эй-Джей) постоянно держат его подальше от Трикси и следуют за ним повсюду, даже в туалетной кабинке. |            |                                                                  |                                          |                                                                                    |                                                                         |                  |
| 17b | 10b        | «Извистория» «Twistory»                                          | Гэри Конрад и Бутч Хартман               | Бутч Хартман, Стив Мармел и Джек Томас                                             | Пол Макэвой и Бутч Хартман                                              | 27 сентября 2002 |
| Тимми хочет, чтобы великие американские лидеры пришли к нему домой, чтобы закончить свой доклад, но, поскольку они исчезли из истории, Соединённые Штаты снова превратились в британские колонии. Что ещё хуже, Тимми не может пожелать их вернуть, потому что палочки Космо и Ванды взяты в качестве налогов (налогообложение без представления). Теперь Тимми должен использовать свой Time-Scooter, чтобы вернуть их в их собственный период времени, чтобы помешать Бенедикту Арнольду создать альтернативное будущее. |            |                                                                  |                                          |                                                                                    |                                                                         |                  |
| 18a | 11a        | «День дурака» «Fool's Day Out»                                   | Гэри Конрад и Бутч Хартман               | Джек Томас, Бутч Хартман и Стив Мармел                                             | Крис Робертсон и Гэри Конрад                                            | 11 октября 2002  |
| Устав от того, что его разыгрывают все (его родители, Космо и Ванда, его друзья и остальные жители Диммсдейла), Тимми вызывает первоапрельского шута, настоящего шутника, но Тимми не знает, что как только начнётся первоапрельский шут, он не знает, когда остановиться. Теперь Тимми и его феи должны остановить его. |            |                                                                  |                                          |                                                                                    |                                                                         |                  |
| 18b | 11b        | «Дежавю» «Deja Vu»                                               | Бутч Хартман                             | Джек Томас, Бутч Хартман и Стив Мармел                                             | Бутч Хартман                                                            | 11 октября 2002  |
| Устав постоянно опаздывать, Тимми хочет часы, которые позволят ему переделывать моменты времени, но Вики крадёт их. |            |                                                                  |                                          |                                                                                    |                                                                         |                  |
| 19 | 12         | «Шоссе Информационного ступора» «Information Stupor Highway»     | Сара Фрост, Джон Фонтейн и Бутч Хартман  | Бутч Хартман и Стив Мармел                                                         | Бутч Хартман, Джим Шуман, Крис Робертсон и Джон Фонтейн                 | 20 января 2003   |
| Тимми надеется пригласить Трикси Танг на школьные танцы, решив сделать это по электронной почте. Когда его родители переписывают электронное письмо и отправляют его, Тимми хочет отправиться в киберпространство, чтобы вернуть электронное письмо, прежде чем оно попадёт на компьютер Трикси. Исследуя Интернет, Тимми попадает в компьютер мистера Крокера, который отправляет вирус на компьютер Тимми, чтобы шпионить за Космо и Вандой. |            |                                                                  |                                          |                                                                                    |                                                                         |                  |
| 20 | 13         | «Страшные крёстные» «Scary Godparents»                           | Джон Фонтейн, Гэри Конрад и Бутч Хартман | Бутч Хартман, Стив Мармел и Джек Томас                                             | Хизер Мартинес, Крис Робертсон, Шон Мюррей, Бутч Хартман и Джон Фонтейн | 29 октября 2002  |
| На Хэллоуин Тимми хочет костюм Джека-О-Бота в качестве своего костюма на Хэллоуин, но единственные четыре существующих костюма Джека-О-Бота были выиграны в конкурсе, который выиграли Трикси, Вероника, Тэд и Чад, потому что они подкупили судей. Что ещё хуже, родители Тимми платят Вики за то, чтобы она брала Тимми и его друзей на угощение и заставляла его носить костюм мумии, сделанный из туалетной бумаги. Вики получает все конфеты, а Тимми и его друзья ничего не получают. Понимая, что Вики страшная и из-за этого получает больше конфет, Тимми желает, чтобы все костюмы на Хэллоуин были настоящими и страшными. Это заставляет всех становиться настоящими и страшными версиями костюмов, которые они носят, включая популярных детей, которые превращаются в настоящих Джек-О-Ботов и угрожают уничтожить мир. Кроме того, Тимми не может отменить желание, потому что Космо и Ванда в то время были в костюмах и теперь больше не волшебные. Тем временем югопотамцы, видя, как люди празднуют Хэллоуин, думают, что Земля планирует напасть на них, и пытаются контратаковать. |            |                                                                  |                                          |                                                                                    |                                                                         |                  |

### 3 сезон (2002—2003)
| № общий | № в сезоне | Название                                                                                    | Режиссёр                                 | Автор сценария                                            | Раскадровка                                                                                    | Дата премьеры    |
| --- | ---------- | ------------------------------------------------------------------------------------------- | ---------------------------------------- | --------------------------------------------------------- | ---------------------------------------------------------------------------------------------- | ---------------- |
| 21a | 1a         | «Исключено» «Ruled Out»                                                                     | Гэри Конрад                              | Карин Гутман                                              | Дейв Томас                                                                                     | 8 ноября 2002    |
| Тимми, уставший от строгих правил своих родителей, желает родителям, которые меньше заботятся. Однако, когда его мама и папа (и его крёстные феи) начинают вести себя лениво и небрежно, Тимми понимает, почему так важно быть ответственным. |            |                                                                                             |                                          |                                                           |                                                                                                |                  |
| 21b | 1b         | «Такова жизнь!» «That's Life!»                                                              | Сара Фрост и Бутч Хартман                | Спенсер Грин, Бутч Хартман и Стив Мармел                  | Бутч Хартман и Джим Шуман                                                                      | 8 ноября 2002    |
| Чтобы помочь своей маме выиграть в Диммсдейле «вегетарианство», Тимми желает, чтобы её сад наполнился жизнью. Он не помнит, что его покойная домашняя песчанка Эдди похоронена в саду и сеет хаос в Диммсдейле после того, как была оживлена. |            |                                                                                             |                                          |                                                           |                                                                                                |                  |
| 22a | 2a         | «Блестящие зубы» «Shiny Teeth»                                                              | Бутч Хартман                             | Бутч Хартман и Стив Мармел                                | Хизер Мартинес и Бутч Хартман                                                                  | 30 ноября 2002   |
| Перед своим грядущим видеоклипом «My Shiny Teeth and Me» злой дантист доктор Бендер вырывает Чипу Скайларку зубы, что мешает ему петь. Теперь Тимми должен связаться с Зубной феей, чтобы попросить помощи в восстановлении зубов Чипа, и ему это удаётся. |            |                                                                                             |                                          |                                                           |                                                                                                |                  |
| 22b | 2b         | «Странный, странный Запад» «Odd, Odd West»                                                  | Джон Фонтейн и Бутч Хартман              | Стив Мармел и Джек Томас                                  | Джим Шуман и Джон Фонтейн                                                                      | 30 ноября 2002   |
| Тимми и его друзья посещают Старый Запад и должны встретиться с бандиткой Вики. |            |                                                                                             |                                          |                                                           |                                                                                                |                  |
| 23a | 3a         | «Микрофония» «MicroPhony»                                                                   | Гэри Конрад                              | Бутч Хартман, Стив Мармел, Джек Томас                     | Дейв Томас                                                                                     | 1 августа 2003   |
| Летом Вики использует радио, чтобы продвигать свои услуги по присмотру за детьми и заставлять детей работать весь день. Тимми сопротивляется волшебным микрофоном, благодаря которому его голос звучит круто. |            |                                                                                             |                                          |                                                           |                                                                                                |                  |
| 23b | 3b         | «Так совершенно отделено» «So Totally Spaced Out»                                           | Сара Фрост и Бутч Хартман                | Стив Мармел и Джек Томас                                  | Крис Робертсон                                                                                 | 1 августа 2003   |
| Марк Чанг приходит на Землю и рассказывает Тимми, что его планета была захвачена симпатичной инопланетной расой, известной как Гигглпи. Так как югопотамцы боятся всего красивого и сладкого, то против них они бессильны. Тимми уходит, чтобы бороться с угрозой. |            |                                                                                             |                                          |                                                           |                                                                                                |                  |
| 24 | 4          | «По уши влюблённый!» «Love Struck!»                                                         | Сара Фрост, Гэри Конрад и Бутч Хартман   | Скотт Феллоуз, Стив Мармел и Бутч Хартман                 | Дейв Томас, Крис Робертсон, Хизер Мартинес, Шон Мюррей и Бутч Хартман                          | 14 февраля 2003  |
| Будучи отвергнутым Трикси в День святого Валентина, Тимми желает, чтобы население было разделено по половому признаку, таким образом, Диммсдейл (и, в большей степени, мир) разделяется на Херсдейла и Химсдейла стеной. К сожалению, из-за того, что любовь не распространяется, Купидон близок к смерти, поэтому Тимми должен спасти его. |            |                                                                                             |                                          |                                                           |                                                                                                |                  |
| 25a | 5a         | «Космо Кон» «Cosmo Con»                                                                     | Винкэт Алькала и Бутч Хартман            | Скотт Феллоуз и Джек Томас                                | Винкэт Алькала                                                                                 | 10 января 2003   |
| У Космо есть шанс завоевать популярность, когда его выбирают для проведения Съезда фей, но оказывается, что съезд проходит в ванной Тимми, пока Крокер наносит визит. |            |                                                                                             |                                          |                                                           |                                                                                                |                  |
| 25b | 5b         | «Выходной Ванды!» «Wanda's Day Off!»                                                        | Сара Фрост и Бутч Хартман                | Джек Томас                                                | Хизер Мартинес и Шон Мюррей                                                                    | 10 января 2003   |
| Ванда берёт выходной, а Космо и Тимми обещают провести день, не используя никаких желаний, но одно желание рушит весь план. |            |                                                                                             |                                          |                                                           |                                                                                                |                  |
| 26a | 6a         | «Странные вакансии» «Odd Jobs»                                                              | Гэри Конрад                              | Скотт Феллоуз                                             | Дейв Томас и Крис Робертсон                                                                    | 27 января 2003   |
| Космо и Ванда создают волшебный веб-сайт, который даёт папе новые рабочие места, но вскоре Тимми понимает, что популярность вовсе не обязательна, чтобы его любили. |            |                                                                                             |                                          |                                                           |                                                                                                |                  |
| 26b | 6b         | «Магия кино» «Movie Magic»                                                                  | Винкэт Алькала и Бутч Хартман            | Скотт Феллоуз и Джек Томас                                | Ян Грэхэм                                                                                      | 27 января 2003   |
| Тимми пытается создать идеальный фильм, чтобы получить награду Димми и произвести впечатление на Трикси. Хотя он и получает награду, на самом деле она не вызывает у него интереса. |            |                                                                                             |                                          |                                                           |                                                                                                |                  |
| 2729 | 79         | «Абра-катастрофа!» «Abra-Catastrophe!»                                                      | Бутч Хартман                             | Бутч Хартман и Стив Мармел                                | Джон Фонтейн, Ян Грэхэм, Хизер Мартинес, Шон Мюррей, Крис Робертсон, Дейв Томас и Бутч Хартман | 12 июля 2003     |
| Тимми Тернер целый год держал в секрете своих крёстных родителей Космо и Ванду. Он получает особый подарок, «Сказочный маффин», который может исполнить любое желание любого пользователя без правил. Поскольку школьный учитель Тимми, мистер Крокер, постоянно шпионит за ним, чтобы доказать, что феи действительно существуют, маффин из сказочной вселенной попадает в руки других людей, включая Биппи, который превращает мир в джунгли, управляемые обезьянами. Как назло, волшебный кекс в конце концов оказался в руках мистера Крокера. Используя маффин, мистер Крокер захватывает Ванду и желает репрессивного мира, которым он правит, превращая Диммсдейл в Рабсдейл. Теперь Тимми должен вернуть кекс и спасти Ванду и весь мир. |            |                                                                                             |                                          |                                                           |                                                                                                |                  |
| 30a | 10a        | «Ночовка с друзьями» «Sleepover and Over»                                                   | Кен Брюс и Бутч Хартман                  | Скотт Феллоуз, Стив Мармел и Джек Томас                   | Хизер Мартинес и Шон Мюррей                                                                    | 17 мая 2003      |
| Когда Тимми, Честер и А.Дж. предназначены для совместной ночёвки, ссоры разделили троих друзей. Тимми должен пойти на обе ночёвки одновременно, планируя заставить своих друзей забыть о разногласиях. |            |                                                                                             |                                          |                                                           |                                                                                                |                  |
| 10b | 10b        | «Мать-природа» «Mother Nature»                                                              | Гэри Конрад                              | Скотт Феллоуз и Джек Томас                                | Дейв Томас и Крис Робертсон                                                                    | 17 мая 2003      |
| В Диммсдейле, если синоптик ошибается с погодой, разъярённая толпа выгоняет его из города. Мама Тимми становится новым специалистом по погоде после того, как Тимми и его отец постоянно её игнорируют. Опасаясь, что она ошибётся с погодой и убежит из города, Тимми желает, чтобы прогнозы погоды его мамы всегда сбывались. |            |                                                                                             |                                          |                                                           |                                                                                                |                  |
| 31a | 11a        | «Краснобор встречает Могучую Ма и Порох Па» «The Crimson Chin Meets Mighty Mom & Dyno Dad!» | Кен Брюс и Бутч Хартман                  | Бутч Хартман и Стив Мармел                                | Хизер Мартинес и Шон Мюррей                                                                    | 9 мая 2003       |
| Тимми случайно желает, чтобы Нега Чин (главный враг Багрового Чина) был исключён из комикса, но всё ещё думает, что он Багровый Чин. Он прячет его в своём домике на дереве, и Космо и Ванда исполняют его желания. Тимми понимает, кто он такой и каковы были его желания (все его друзья-злодеи из комиксов; магия Космо и Ванды не могут повлиять на него; его нельзя вернуть в книгу; и что Тимми не может желать, чтобы его комната была чистой, как того требуют его родители. его на). Теперь Тимми должен вернуть своим родителям их силы супергероев, чтобы остановить их, и ему также помогает Багровый Подбородок. |            |                                                                                             |                                          |                                                           |                                                                                                |                  |
| 31b | 11b        | «Заклинивший мотор» «Engine Blocked»                                                        | Винкэт Алькала и Бутч Хартман            | Джек Томас                                                | Ян Грэхэм и Бутч Хартман                                                                       | 9 мая 2003       |
| Желая провести время со своим отцом, Тимми желает, чтобы он был новой крутой машиной своего отца, Stryker Z. Когда Тимми, как машина, находится на автосалоне и украдена Вики, отец Тимми должен спасти его. |            |                                                                                             |                                          |                                                           |                                                                                                |                  |
| 32a | 12a        | «Заветное желание» «Most Wanted Wish»                                                       | Гэри Конрад                              | Скотт Феллоуз                                             | Дейв Томас                                                                                     | 2 мая 2003       |
| Тимми желает, чтобы он был самым разыскиваемым ребёнком в мире, в результате чего все жители Диммсдейла, включая Трикси, хотят его. Его даже разыскивает Федеральное бюро расследований в том смысле, что он преступник. Каждая фея во вселенной хочет стать его крёстным родителем, вынуждая Космо и Ванду сразиться с каждой существующей феей в матче в клетке в Техасе, чтобы стать крёстными родителями Тимми. |            |                                                                                             |                                          |                                                           |                                                                                                |                  |
| 32b | 12b        | «Как пожелаете» «This is Your Wish»                                                         | Сара Фрост                               | Бутч Хартман, Стив Мармел, Скотт Феллоуз и Джек Томас     | Хизер Мартинес и Шон Мюррей                                                                    | 2 мая 2003       |
| Мама Косма вынуждает Космо участвовать в реалити-шоу, в котором зрители решают, должен ли он остаться с Вандой в Диммсдейле или с ней в Сказочном мире. Мама Косма пытается убедить публику, что Космо должен остаться с ней, в то время как Тимми утверждает, что он должен остаться с ним и Вандой. |            |                                                                                             |                                          |                                                           |                                                                                                |                  |
| 33a | 13a        | «Баюшки-баю» «Beddy Bye»                                                                    | Винкэт Алькала и Бутч Хартман            | Стив Мармел, Джек Томас и Скотт Феллоуз Сюжет: Майк Льюис | Эрик Визе                                                                                      | 23 мая 2003      |
| Раздражённый своей неспособностью не спать всю ночь и, таким образом, пропуская ночные мероприятия, Тимми желает, чтобы никому не нужно было спать. Жители Диммсдейла всё больше устают, не имея возможности заснуть. |            |                                                                                             |                                          |                                                           |                                                                                                |                  |
| 33b | 13b        | «Трава зеленее» «The Grass is Greener»                                                      | Кен Брюс и Бутч Хартман                  | Стив Мармел, Джек Томас и Спенсер Грин                    | Ян Грэхэм и Бутч Хартман                                                                       | 23 мая 2003      |
| Чувствуя себя нелюбимым родителями, Тимми убегает, чтобы присоединиться к карнавалу. |            |                                                                                             |                                          |                                                           |                                                                                                |                  |
| 34 | 14         | «Тайна происхождения Дензела Крокера!» «The Secret Origin of Denzel Crocker!»               | Гэри Конрад, Сара Фрост и Винкэт Алькала | Бутч Хартман и Стив Мармел                                | Дейв Томас, Ян Грэхэм, Хизер Мартинес и Шон Мюррей                                             | 27 июня 2003     |
| 15 марта — день, которого боится каждый ребёнок: День Дензела Крокера, день, когда он наиболее подл. Тимми использует Time Scooter, чтобы вернуться в детство Крокера и пытается предотвратить то, что сделало его таким несчастным. Находясь там, он узнаёт, что Космо и Ванда были крёстными родителями Крокера, и их потеря заставила его зациклиться на доказательстве существования фей. |            |                                                                                             |                                          |                                                           |                                                                                                |                  |
| 35a | 15a        | «Тимми — мастер кунг-фу» «Kung Timmy»                                                       | Винкэт Алькала и Гэри Конрад             | Джек Томас и Скотт Феллоуз                                | Хизер Мартинес и Шон Мюррей                                                                    | 11 ноября 2003   |
| Тимми изучает кунг-фу, чтобы победить Фрэнсиса, защитить Тути от него и спасти дом своей семьи. |            |                                                                                             |                                          |                                                           |                                                                                                |                  |
| 35b | 15b        | «Где же всё-таки ведьма» «Which Witch is Which?»                                            | Сара Фрост и Кен Брюс                    | Бутч Хартман и Джек Томас                                 | Бутч Хартман                                                                                   | 11 ноября 2003   |
| Тимми сражается с охотником на ведьм в прошлом, пытаясь узнать правду о происхождении Диммсдейла. |            |                                                                                             |                                          |                                                           |                                                                                                |                  |
| 36a | 16a        | «Молчать!» «Pipe Down!»                                                                     | Сара Фрост                               | Бутч Хартман, Стив Мармел, Джек Томас и Скотт Феллоуз     | Дейв Томас                                                                                     | 26 сентября 2003 |
| Когда на Тимми кричат слишком много раз, он желает, чтобы все замолчали хотя бы на один день. Космо и Ванда исполняют это желание, и вскоре Диммсдейл исключается из диалога. Однако вскоре на город вот-вот упадёт метеор, и Тимми не может отменить желание, потому что его никто не слышит, но ему удаётся вернуть звук, разыгрывая его. |            |                                                                                             |                                          |                                                           |                                                                                                |                  |
| 36b | 16b        | «Сенсация!» «The Big Scoop!»                                                                | Винкэт Алькала и Гэри Конрад             | Бутч Хартман и Стив Мармел                                | Ян Грэхэм и Лейн Луэрас                                                                        | 26 сентября 2003 |
| Честер и Эй Джей пытаются найти статью для школьной газеты, и они решают написать о Тимми и его внезапной популярности. |            |                                                                                             |                                          |                                                           |                                                                                                |                  |
| 37a | 17a        | «Волна преступности» «Crime Wave»                                                           | Винкэт Алькала и Бутч Хартман            | Бутч Хартман и Стив Мармел                                | Хизер Мартинес и Шон Мюррей                                                                    | 10 октября 2003  |
| Тимми принимает ванну, но хочет получить новый номер Малинового Чина. Космо и Ванда желают ему пойти в магазин, но он появляется там обнажённым и теперь должен вернуться, пока его никто не увидел. Тем временем Багровый Чин сражается с H2Olga, чтобы спасти не только город, но и младенца, за которым он согласился присматривать. Тимми оставляет свой комикс на краю ванны, увеличивая силу H2Olga, когда она медленно погружается в воду. |            |                                                                                             |                                          |                                                           |                                                                                                |                  |
| 37b | 17b        | «Чудо-шары» «Odd Ball»                                                                      | Сара Фрост                               | Джек Томас, Скотт Феллоуз и Джим Хект                     | Ян Грэхэм                                                                                      | 10 октября 2003  |
| Тимми нужны деньги, чтобы купить новую игровую приставку, и он становится новым игроком баскетбольной команды Диммсдейла, Боллхоги, самой эгоистичной команды в лиге. Если они проиграют ещё одну игру, их отправят в баскетбольную лигу Аляски. Теперь Тимми должен помочь им победить, помня о том, что он не может желать выиграть соревнование. |            |                                                                                             |                                          |                                                           |                                                                                                |                  |
| 38a | 18a        | «Где же Ванда?» «Where's Wanda?»                                                            | Гэри Конрад                              | Джек Томас                                                | Хизер Мартинес и Шон Мюррей                                                                    | 18 октября 2003  |
| Тимми раскрывает тайну исчезновения Ванды в чёрно-белой обстановке нуарного фильма. Он должен решить это до секретного слушания по испытательному сроку фей. |            |                                                                                             |                                          |                                                           |                                                                                                |                  |
| 38b | 18b        | «Воображаемый Гари» «Imaginary Gary»                                                        | Гэри Конрад                              | Стив Мармел и Бутч Хартман                                | Хизер Мартинес и Шон Мюррей                                                                    | 18 октября 2003  |
| Когда Тимми желает, чтобы его воображаемый друг Гэри был настоящим, к Гэри сразу же относятся друзья Тимми, семья и даже Трикси. Однако позже выясняется, что Гэри хочет отомстить за то, что Тимми бросил его ради настоящих друзей. Тимми не может пожелать ему уйти, потому что Гэри создан из его воображения и, таким образом, является его частью, что позволяет Гэри тоже загадывать желания. |            |                                                                                             |                                          |                                                           |                                                                                                |                  |
| 39a | 19a        | «Пропавший голос» «Chip Off the Old Chip»                                                   | Винкэт Алькала и Бутч Хартман            | Бутч Хартман, Стив Мармел и Джек Томас                    | Дейв Томас и Бутч Хартман                                                                      | 21 ноября 2003   |
| Чтобы выиграть главную мужскую роль в школьном мюзикле и сыграть с Трикси Танг, Тимми хочет, чтобы голос Чипа Скайларка был голосом. Однако, хотя у Тимми есть голос Чипа, у Чипа теперь есть голос Тимми, и певческая карьера Чипа быстро падает. Тимми пытается вернуть всё на круги своя, но Космо и Ванда могут только исполнить желание, загаданное голосом их крестника. |            |                                                                                             |                                          |                                                           |                                                                                                |                  |
| 39b | 19b        | «Занесённые снегом» «Snow Bound»                                                            | Сара Фрост                               | Скотт Феллоуз                                             | Ян Грэхэм и Рэй Анграм                                                                         | 21 ноября 2003   |
| Отец Тимми заставляет Тимми пойти с ним, чтобы проверить его маму, которая находится на горнолыжном курорте. Вики идёт с ними, и во время катания на сноуборде Тимми и Вики попадают в пещеру после схода лавины. Тимми не может желать себя, потому что Космо и Ванда, как золотые рыбки в их аквариуме, замёрзли и нуждаются в помощи Вики, чтобы сбежать. |            |                                                                                             |                                          |                                                           |                                                                                                |                  |

### 4 сезон (2003—2005)
| № общий | № в сезоне | Название                                                       | Режиссёр                      | Автор сценария                                            | Раскадровка | Дата премьеры    |
| --- | ---------- | -------------------------------------------------------------- | ----------------------------- | --------------------------------------------------------- | --- | ---------------- |
| 40a | 1a         | «Мисс Диммсдейл» «Miss Dimmsdale»                              | Сара Фрост                    | Скотт Феллоуз                                             | Дейв Томас и Ян Грэхэм | 7 ноября 2003    |
| Вики решает обманом выиграть конкурс «Мисс Диммсдейл», и Тимми собирается остановить её с помощью Кэтмена (Адам Уэст). Они решают стать судьями, чтобы составить закон против победы Вики. В конце концов, папа Тимми побеждает в конкурсе, переодевшись женщиной. |            |                                                                |                               |                                                           | |                  |
| 40b | 1b         | «Мозг сильнее магии» «Mind Over Magic»                         | Гэри Конрад                   | Джек Томас                                                | Хизер Мартинес и Шон Мюррей | 7 ноября 2003    |
| Тимми, уставший от постоянных викторин мистера Крокера (в которых он задаёт вопрос, на который никто не может ответить или не даёт людям достаточно времени для ответа), которые все терпят неудачу, желает, чтобы у него были способности читать мысли. Он использует это, чтобы проходить популярные викторины Крокера и морочить голову своим друзьям. К сожалению, Крокер понимает своё желание и использует шлем против чтения мыслей (который заставляет кого-то, пытающегося читать мысли владельца, вместо этого читать свои собственные мысли) как часть нового заговора по захвату его фей. |            |                                                                |                               |                                                           | |                  |
| 41 | 2          | «Книжная жизнь» «Shelf Life»                                   | Винкэт Алькала и Бутч Хартман | Бутч Хартман, Стив Мармел и Джек Томас                    | Винкэт Алькала, Ян Грэхэм и Бутч Хартман | 10 сентября 2004 |
| Тимми должен закончить отчёт о книге во время летних каникул, но теперь, когда лето прошло и близится первый день в начальной школе Диммсдейла, Тимми желает, чтобы Том Сойер вышел из своей книги и помог ему написать отчёт о книге. Будучи ленивым мошенником, Том обманом заставляет Тимми украсть палочку Космо, изучает несколько известных книг и редактирует их, заставляя Тимми, Космо и Ванду следовать за ним. Теперь они должны положить конец выходкам Тома, прежде чем он перепишет законы физики. |            |                                                                |                               |                                                           | |                  |
| 42a | 3a         | «Точная копия» «Hard Copy»                                     | Сара Фрост                    | Скотт Феллоуз                                             | Хизер Мартинес и Шон Мюррей | 14 ноября 2003   |
| В то время как Космо и Ванда должны пойти к врачу, Ванда дарит Тимми волшебный копировальный аппарат, с возможностью дать ему всё, что он хочет. Проблемы возникают, когда Тимми делает фигурку Тёмного Лазера (пародия на Дарта Вейдера из «Звёздных войн») и нажимает кнопку в натуральную величину (потому что ему не нравился нормальный размер), в результате чего Тёмный Лазер становится реальным. |            |                                                                |                               |                                                           | |                  |
| 42b | 3b         | «Родительство» «Parent Hoods»                                  | Гэри Конрад и Кен Брюс        | Бутч Хартман, Стив Мармел и Джек Томас                    | Морин Маскарина и Дейв Томас | 14 ноября 2003   |
| Пока Тернеры направляются в Канаду, дуэт похожих бандитов по имени Тернбаумы меняет местами с родителями Тимми, чтобы избежать наказания, и Тимми просто не может пожелать своим родителям освобождения, потому что даже если использовать магию, могут потребоваться годы, чтобы вытащить их из тюрьмы в соответствии с правовой системой США. Тимми должен поймать бандитов и освободить его родителей. |            |                                                                |                               |                                                           | |                  |
| 43a | 4a         | «Свет… камера… Адам!» «Lights...Camera...Adam!»                | Сара Фрост и Гэри Конрад      | Джек Томас, Скотт Феллоуз, Стив Мармел и Бутч Хартман     | Майк Мэнли | 1 июня 2004      |
| Тимми вносит изменения в блокбастер, который должен быть выпущен, приводя настоящего Багрового Чина, чтобы победить злого режиссёра. |            |                                                                |                               |                                                           | |                  |
| 43b | 4b         | «Тайны в дневниках!» «A Bad Case of Diary-Uh!»                 | Сара Фрост и Гэри Конрад      | Карин Гутман                                              | Хизер Мартинес и Шон Мюррей | 1 июня 2004      |
| Тимми устал от того, что Вики плохо обращается с ним, поэтому он мстит, читая её дневник, и заставляет Вики раскрыть все свои тёмные секреты перед британским мальчиком, который ей нравится, заставляя его встречаться с другой девушкой. Вики становится несчастной, и с новой и более злой няней Тимми возникают новые проблемы. Затем Тимми пытается изменить это, чтобы они могли снова быть вместе. |            |                                                                |                               |                                                           | |                  |
| 44 | 5          | «Джимми и Тимми: Мощь времени» «The Jimmy Timmy Power Hour»    | Кейт Олкорн и Бутч Хартман    | Джин Грилло, Бутч Хартман и Стив Мармел Сюжет: Рико Холл  | Поль Клархаут, Джейсон Дорф, Род Дуглас, Дэн Нозелла (3D) Ян Грэхэм, Морин Маскарина, Хизер Мартинес и Шон Мюррей (2D)                             | 7 мая 2004       |
| Тимми Тернер не сделал доклад, поэтому он обратился к Космо и Ванде, чтобы те отправили его в самую крупную лабораторию во вселенных - лабораторию Джимми Нейтрона. Тимми, попав в мир "Джимми Нейтрона", стал объёмным обзавёлся новыми друзьями - друзьями Джимми Нейтрона и влюбился в Синди Вортекс. А Джимми Нейтрон в это время попал в мир "Волшебных Родителей" ,потеряв свою объёмность. Он с крёстными Тимми стал бороться с Крокером. |            |                                                                |                               |                                                           | |                  |
| 45a | 6a         | «Малыш» «Baby Face»                                            | Кен Брюс                      | Скотт Феллоуз                                             | Морин Маскарина, Крис Гарбатт и Дейв Нидем | 19 марта 2004    |
| Родители Тимми хотят, чтобы он остался в учебном центре Флэппи Боба, пока они идут на встречу с президентом для его «выступления о положении на пляже». Однако, чтобы сбежать от Фрэнсиса и хулиганов в детском саду, Тимми желает, чтобы он был ребёнком, но вскоре понимает, что не может отказаться от этого желания, потому что младенцы не могут говорить. |            |                                                                |                               |                                                           | |                  |
| 45b | 6b         | «Мистер умник!» «Mr. Right!»                                   | Гэри Конрад                   | Джек Томас                                                | Ян Грэхэм и Аарон Розенфельд | 19 марта 2004    |
| Тимми желает, чтобы всё, что он сказал, всегда было правильным, но когда он говорит, что у него нет крёстных фей Крокеру, Космо и Ванда исчезают навсегда, и он должен найти способ вернуть их, официально не «раскрывая свой секрет». |            |                                                                |                               |                                                           | |                  |
| 46a | 7a         | «Вики лишилась злобы» «Vicky Loses Her Icky»                   | Сара Фрост                    | Эндрю Николс и Даррел Викерс                              | Шон Мюррей и Хизер Мартинес | 20 февраля 2004  |
| Поскольку она злая, Тимми хочет, чтобы Вики была милой, но злобный паукообразный жук, который заставляет её быть злой, вырывается на свободу и начинает нацеливаться на его отца, директора Ваксельплакса и почти президента. Тимми удаётся вернуть жука в тело Вики, но Космо показывает, что он позаимствовал кнопку президента, и когда он нажимает её, он случайно вызывает взрыв карликовой планеты Плутон. |            |                                                                |                               |                                                           | |                  |
| 46b | 7b         | «Корпорация эльфов» «Pixies Inc.»                              | Гэри Конрад                   | Джек Томас                                                | Морин Маскарина, Аарон Розенфельд и Винкэт Алькала                                                                                                 | 20 февраля 2004  |
| Тимми, Космо и Ванда обнаруживают, что Сказочный мир захвачен группой пикси, и им приходится спасать Сказочный мир в одиночку. |            |                                                                |                               |                                                           | |                  |
| 47a | 8a         | «Странная пара» «The Odd Couple»                               | Гэри Конрад                   | Синтия Тру                                                | Хизер Мартинес и Шон Мюррей | 14 июня 2004     |
| Тимми хочет, чтобы у Вики был парень, чтобы она не беспокоила Тимми так сильно, но его план имеет неприятные последствия, когда они оба пытают его. |            |                                                                |                               |                                                           | |                  |
| 47b | 8b         | «Классный клоун» «Class Clown»                                 | Кен Брюс                      | Эндрю Николс и Даррел Викерс                              | Ян Грэхэм и Том Кинг | 14 июня 2004     |
| Тимми хочет, чтобы он был самым забавным человеком на Земле, но когда у Трикси возникают проблемы с растением-людоедом, которое он ей подарил, он не может отказаться от этого желания, потому что никто не воспринимает его всерьёз. |            |                                                                |                               |                                                           | |                  |
| 48 | 9          | «Желание супергероя!» «The Big Superhero Wish!»                | Гэри Конрад и Сара Фрост      | Бутч Хартман и Стив Мармел                                | Хизер Мартинес, Шон Мюррей, Аарон Розенфельд и Том Кинг                                                                                            | 16 февраля 2004  |
| Тимми устал от обычной повседневной рутины и от того, что ему никогда не удаётся спастись от своих врагов. После очень плохого дня он желает, чтобы мир был похож на комикс. В результате у всех есть сверхспособности, что превращает хороших и Тимми в супергероев, а плохих, включая его заклятых врагов, в суперзлодеев. Эти суперзлодеи, в том числе Бык-И (Фрэнсис), Бэбишреддер (Вики) и доктор Кроктопус (мистер Крокер), затем нанимаются Нега-Чином (который был освобождён желанием), чтобы попытаться нанести ущерб. Затем Тимми пытается исполнить своё желание, но обнаруживает, что его желанием явно манипулируют злодеи (которые на самом деле чувствуют какую-то магию в его «Супергончих», Космо и Ванде), поэтому, хотя они могут сохранить свои силы, супергерои не могут. Затем они забирают этих «Супергончих», оставляя Тимми и его друзей, включая Багрового Чина, планировать, что делать дальше. В конечном итоге они проникают в логово зла с помощью некоторых «повседневных героев», включая пожарного, дворника и молочника, которые раньше не помогали ему, когда ему нужна была помощь в повседневных ситуациях. Он усваивает урок о том, что людям не обязательно обладать силой, чтобы быть героями. |            |                                                                |                               |                                                           | |                  |
| 49a | 10a        | «Супердрузья!» «Power Pals»                                    | Сара Фрост                    | Скотт Феллоуз                                             | Майк Мэнли | 18 мая 2004      |
| Насытившись тем, что Тимми постоянно пользуется ими и обращается с ними как с рабами, Честер, Эй-Джей, Санджай и Элмер разрывают с ним дружбу и формируют «Четвёрку против Тимми», чтобы помешать Тимми пойти дальше. В отместку Тимми желает, чтобы новые друзья-супергерои заставили их ревновать. Однако, когда его новые могущественные приятели начинают таким же образом пользоваться им и плохо с ним обращаться, Тимми осознаёт свою ошибку, особенно когда они принимают его старых друзей за суперзлодеев и планируют убить их. |            |                                                                |                               |                                                           | |                  |
| 49b | 10b        | «Вихрь эмоций!» «Emotion Commotion!»                           | Кен Брюс                      | Джек Томас                                                | Ян Грэхэм и Морин Маскарина | 18 мая 2004      |
| Тимми хотел бы, чтобы у него не было эмоций после того, как Фрэнсис смутил его, заставив его прыгнуть в бассейн и выйти полностью обнажённым. Затем он должен пойти на ряд якобы неловких рисков. |            |                                                                |                               |                                                           | |                  |
| 50a | 11a        | «Чудо-друзья и соседи!» «Fairy Friends & Neighbors!»           | Сара Фрост                    | Скотт Феллоуз и Джек Томас Сюжет: Дейв Томас              | Хизер Мартинес, Шон Мюррей и Дейв Томас | 27 ноября 2004   |
| Космо и Ванда подружились с родителями Тимми, когда Тимми хочет больше времени для себя, но вскоре он попадает в беду из-за того, что Вики пытает его. |            |                                                                |                               |                                                           | |                  |
| 50b | 11b        | «Только ты и я!» «Just the Two of Us!»                         | Кен Брюс                      | Джек Томас, Скотт Феллоуз и Джим Хект                     | Морин Маскарина и Аарон Розенфельд | 27 ноября 2004   |
| Тимми хотел бы, чтобы он и Трикси были единственными двумя людьми на земле, но вскоре Трикси сходит с ума, когда Тимми не хочет тратить время на то, чтобы всё время делать ей комплименты. |            |                                                                |                               |                                                           | |                  |
| 51a | 12a        | «Кто твой папа?» «Who's Your Daddy?»                           | Гэри Конрад                   | Эндрю Николс и Даррел Викерс Сюжет: Боб Бойл и Льюис Фулк | Морин Маскарина и Аарон Розенфельд | 18 июня 2004     |
| Тимми хочет найти папу, который отправится в лагерь сквирли-скаутов, потому что его собственный папа недоступен. |            |                                                                |                               |                                                           | |                  |
| 51b | 12b        | «Разрушители домов» «Homewrecker»                              | Кен Брюс                      | Синтия Тру                                                | Том Кинг и Шон Мюррей | 18 июня 2004     |
| Тимми расквитается с Вики, разрушив её дом, когда он вынужден остаться в её доме на день. |            |                                                                |                               |                                                           | |                  |
| 52a | 13a        | «Новенький кальмар» «A New Squid in Town!»                     | Кен Брюс                      | Стив Мармел и Бутч Хартман                                | Том Кинг и Бутч Хартман | 27 ноября 2004   |
| Марк Чанг использует свой фальсификатор изображения, чтобы выглядеть как человек, и прячется в Диммсдейле от Мэнди, инопланетной принцессы-убийцы, на которой его родители хотят, чтобы он женился. |            |                                                                |                               |                                                           | |                  |
| 52b | 13b        | «Исправители желаний» «Wish Fixers»                            | Сара Фрост                    | Скотт Феллоуз                                             | Морин Маскарина и Аарон Розенфельд | 27 ноября 2004   |
| Генеральный директор Pixies, HP, начинает новый бизнес, который также является схемой, чтобы раз и навсегда избавиться от Космо и Ванды. |            |                                                                |                               |                                                           | |                  |
| 53a | 14a        | «Правда и космопоследствия» «Truth or Cosmoquences»            | Гэри Конрад                   | Джек Томас                                                | Хизер Мартинес и Шон Мюррей | 15 февраля 2005  |
| Космо пытается произвести впечатление на своих одноклассников на встрече старшеклассников, рассказывая им, что он миллиардер и женат на поп-певице Бритни Бритни. Тем временем Тимми отчаянно нужно в туалет после того, как он выпил слишком много лимонада. |            |                                                                |                               |                                                           | |                  |
| 53b | 14b        | «На пляже!» «Beach Bummed!»                                    | Сара Фрост                    | Скотт Феллоуз и Джек Томас                                | Дейв Томас, Том Кинг и Хизер Мартинес | 15 февраля 2005  |
| Тимми хочет произвести впечатление на Трикси, поэтому он мечтает стать самым сильным человеком на пляже, но он становится всё больше и сильнее всякий раз, когда на пляж выходит более сильное существо. |            |                                                                |                               |                                                           | |                  |
| 5456 | 1113       | «Преследователи Канала» «Channel Chasers»                      | Бутч Хартман                  | Стив Мармел и Бутч Хартман                                | Дейв Томас, Рэй Ангрум, Крис Грэхэм, Бутч Хартман, Том Кинг, Майк Мэнли, Хизер Мартинес, Морин Маскарина, Шон Мюррей, Аарон Розенфельд и Эрик Визе | 23 июля 2004     |
| После того, как Тимми был арестован за то, что разрушил работу обоих своих родителей с помощью различных элементов жестокого телешоу под названием «Махо Муси» и наказан запретом на просмотр телевизора, Тимми надоело терпеть пытки своей няни Вики. Он желает получить волшебный пульт, который позволяет ему проникать внутрь телешоу, но волшебный пульт попадает в лапы Вики, которая планирует войти в биографический канал с участием «Недели диктатора», чтобы она могла стать мировым диктатором. Тимми желает ещё один волшебный пульт и убегает на телевидение со своими феями, вскоре встречая свою старшую копию, которая отправилась в прошлое, чтобы предупредить его о планах Вики. Тем временем родители Тимми, мистер и миссис Тернер, отвергнув опасения своего сына по поводу Вики, отказываются верить, что Тимми невиновен, а Вики зла, до того рокового дня, когда они получают информацию, доказывающую обратное, от младшей сестры Вики, Тути. |            |                                                                |                               |                                                           | |                  |
| 57a | 18a        | «Котомэн встречает Краснобора» «Catman Meets the Crimson Chin» | Кен Брюс                      | Скотт Феллоуз                                             | Шон Мюррей и Том Кинг | 17 февраля 2005  |
| Когда Адама Уэста в роли Кэтмена не принимают как супергероя, Тимми желает, чтобы он попал в мир Багрового Чина. К сожалению, после долгого отпуска Чина Кэтмену удаётся свергнуть Чина, вынуждая Тимми изменить ситуацию и сделать Кэтмена и Чина союзниками. |            |                                                                |                               |                                                           | |                  |
| 57b | 18b        | «Ала-бала Джинн плохой» «Genie Meanie Minie Mo»                | Гэри Конрад                   | Джек Томас                                                | Морин Маскарина и Аарон Розенфельд | 17 января 2005   |
| Тимми обнаруживает волшебную лампу, в которой раскрывается джинн Норм. Поскольку Норм предлагает исполнить ему три желания без правил, Тимми соглашается, но получить то, что он хочет, может быть сложнее, чем он ожидал. |            |                                                                |                               |                                                           | |                  |
| 5859 | 1920       | «После школы! Мюзикл» «School's Out!: The Musical»             | Бутч Хартман                  | Стив Мармел и Бутч Хартман                                | Дейв Томас, Том Кинг, Хизер Мартинес, Морин Маскарина, Шон Мюррей и Аарон Розенфельд                                                               | 10 июня 2005     |
| Лето только началось, и все дети и их феи в восторге от свободного времени. К сожалению, их веселье недолговечно из-за того, что Пикси и бизнесмен, ставший клоуном, Флаппи Боб (который изначально предлагал оставить детей в своём детском саду до начала школы) пытаются захватить мир. Затем Тимми становится президентом «Детского мира» и должен найти способ остановить их, иначе все каникулы будут испорчены. |            |                                                                |                               |                                                           | |                  |

### 5 сезон (2004—2006)
| № общий | № в сезоне | Название                                                                                              | Режиссёр                                 | Автор сценария                                                                                        | Раскадровка                                                                                                 | Дата премьеры   |
| --- | ---------- | --- | ---------------------------------------- | --- | --- | --------------- |
| 60a | 1a         | «Нега-Тимми» «Nega-Timmy»                                                                             | Гэри Конрад                              | Сюжет : Дейв Томас Телесценарий : Скотт Феллоуз и Джек Томас                                          | Дейв Томас и Бутч Хартман                                                                                   | 14 февраля 2005 |
| Тимми хочет сделать противоположное тому, что говорят ему родители. Сначала всё идёт хорошо, но когда ему говорят быть хорошим мальчиком, он становится злым и пытается уничтожить Диммсдейл. |            | |                                          | | |                 |
| 60b | 1b         | «Любовь на первой высоте» «Love at First Height»                                                      | Кен Брюс                                 | Джоэл Циммер                                                                                          | Морин Маскарина                                                                                             | 14 февраля 2005 |
| Тимми хочет, чтобы у него было тело шестнадцатилетнего подростка, чтобы прокатиться на американских горках в Адреналэнд (опасный парк развлечений, впервые увиденный в «Старой чёрной магии»). Вскоре Вики влюбляется в него, думая, что он норвежская супермодель по имени Гах.                                                                                      |            | |                                          | | |                 |
| 61a | 2a         | «Сделай это сам» «You Doo!»                                                                           | Гэри Конрад                              | Скотт Феллоуз и Джек Томас                                                                            | Хизер Мартинес                                                                                              | 16 февраля 2005 |
| Тимми хочет, чтобы волшебные куклы «юду» (вуду) управляли его врагами, друзьями и семьёй, но он сталкивается с действительно большими проблемами, когда Тути находит его куклу юду. |            | |                                          | | |                 |
| 61b | 2b         | «Только десерты» «Just Desserts!»                                                                     | Сара Фрост                               | Скотт Феллоуз                                                                                         | Том Кинг | 16 февраля 2005 |
| Тимми, недовольный тем, что ему приходится всё время есть здоровую пищу, желает, чтобы все не ели ничего, кроме десертов, что сначала делает всех энергичными из-за сахарной лихорадки, но вскоре делает всех в Диммсдейле лишним весом. |            | |                                          | | |                 |
| 62a | 3a         | «Будь молодым, Вест!» «Go Young, West Man!»                                                           | Сара Фрост                               | Джек Томас                                                                                            | Аарон Розенфельд и Бутч Хартман                                                                             | 9 мая 2005      |
| Тимми помогает Адаму Уэсту стать ребёнком, чтобы у него был шанс на детство, которого у него не было в прошлом (поскольку Адам Уэст был ребёнком-актёром, который появлялся во многих телешоу). Однако он убеждает Тимми пропустить школу и вместо этого пойти за мороженым, из-за чего директор Ваксельплакс приказывает прогульщику Шеллогрейву следовать за ним.   |            | |                                          | | |                 |
| 62b | 3b         | «Желание на День рожденья» «Birthday Wish!»                                                           | Кен Брюс                                 | Синтия Тру                                                                                            | Брендон Круз и Шон Мюррей                                                                                   | 9 мая 2005      |
| Чувствуя себя виноватым из-за того, что не смог появиться на вечеринке по случаю дня рождения Тути, Тимми одалживает Тути своих крёстных фей на оставшуюся часть её дня рождения, но впоследствии ему приходится задерживать её, прежде чем она раскроет правду. |            | |                                          | | |                 |
| 63a | 4a         | «У Блонды веселья побольше» «Blondas Have More Fun!»                                                  | Гэри Конрад                              | Скотт Феллоуз                                                                                         | Майк Мэнли                                                                                                  | 2 апреля 2005   |
| Ванда меняет жизнь со своей сестрой Блондой, актрисой мыльной оперы, но вскоре она узнаёт, что жизнь Блонды такая же тяжёлая, как и её. |            | |                                          | | |                 |
| 63b | 4b         | «Пять дней ФЛАГП-а» «Five Days of F.L.A.R.G.»                                                         | Кен Брюс                                 | Скотт Феллоуз                                                                                         | Морин Маскарина                                                                                             | 2 апреля 2005   |
| Тимми помогает Марку Чангу отпраздновать югопотамский праздник в Диммсдейле, но затем узнаёт, что каждый день F.L.A.R.G. имеет своё странное значение, которое произойдёт с каждым, кто его празднует. Тимми должен вместе с Марком отпраздновать ФЛАРГ, потому что, если праздник инопланетянина будет прерван, его аппендикс взорвётся, а планета будет уничтожена. |            | |                                          | | |                 |
| 64a | 5a         | «2D дом ужаса Тимми» «Timmy's 2-D House of Horror»                                                    | Гэри Конрад                              | Синтия Тру                                                                                            | Хизер Мартинес                                                                                              | 10 мая 2005     |
| После того, как дом Вики разрушен, она и её семья должны переехать в дом Тимми. Чтобы нанести ответный удар, Тимми хочет сделать 3D-очки, в которых всё, что они видят, пугает. |            | |                                          | | |                 |
| 64b | 5b         | «Это желаемая жизнь» «It's a Wishful Life»                                                            | Сара Фрост                               | Джек Томас                                                                                            | Том Кинг | 10 мая 2005     |
| После того, как его раскритиковали за добрые дела, Тимми желает, чтобы он никогда не родился, и Юрген фон Стрэнгл показывает ему, какой была бы жизнь, если бы Тимми никогда не существовало ... что, к сожалению, оказывается полезным для всего общества. |            | |                                          | | |                 |
| 65a | 6a         | «Побег с острова плохих желаний» «Escape from Unwish Island»                                          | Кен Брюс                                 | Скотт Феллоуз                                                                                         | Шон Мюррей                                                                                                  | 11 мая 2005     |
| Воображаемые Гэри и Нежелания Тимми возвращаются, чтобы забрать родителей Тимми, друзей Тимми и запасных друзей Тимми. Тимми, Космо и Ванда отправляются на помощь родителям и друзьям Тимми из Воображаемого Гэри. |            | |                                          | | |                 |
| 65b | 6b         | «Железный план» «The Gland Plan»                                                                      | Сара Фрост                               | Джек Томас                                                                                            | Аарон Розенфельд                                                                                            | 11 мая 2005     |
| Волшебная железа Космо (которая помогает ему превращаться из фей в обычные объекты, чтобы никто, кроме Тимми, не видел его) не работает должным образом, и он должен получить пожертвование от Анти-Космо, прежде чем он отключится. |            | |                                          | | |                 |
| 66a | 7a         | «Вернуться к Норму» «Back to the Norm»                                                                | Гэри Конрад                              | Джек Томас                                                                                            | Дейв Томас                                                                                                  | 17 января 2005  |
| Крокер и Норм пытаются отомстить Тимми, но отказ Крокера загадать эффективное желание вызывает разочарование Норма. |            | |                                          | | |                 |
| 66b | 7b         | «Зубы на двоих» «Teeth for Two»                                                                       | Кен Брюс                                 | Синтия Тру                                                                                            | Морин Маскарина                                                                                             | 17 февраля 2005 |
| Юрген должен остаться с Космо и Вандой после того, как Зубная фея думает, что он выполняет её работу (на самом деле он пытался удалить зубы Тимми - предположительно «стоматологический эквивалент Алмаза Надежды»), чтобы использовать её в качестве обручального кольца.                                                                                            |            | |                                          | | |                 |
| 67a | 8a         | «Хлопоты в замке» «Hassle in the Castle»                                                              | Гэри Конрад                              | Джек Томас                                                                                            | Хизер Мартинес                                                                                              | 12 мая 2005     |
| Тимми был пойман за шпионажем в замке-аквариуме своих фей, когда он случайно возвращает трёх прошлых крестников в Зале позора. |            | |                                          | | |                 |
| 67b | 8b         | «Возвращение Реми» «Remy Rides Again»                                                                 | Сара Фрост                               | Джек Томас                                                                                            | Том Кинг | 12 мая 2005     |
| Реми Баксапленти возвращается, чтобы отомстить Тимми. |            | |                                          | | |                 |
| 68a | 9a         | «Болтовня с Мусором» «Talkin' Trash»                                                                  | Сара Фрост                               | Джек Томас                                                                                            | Том Кинг и Морин Маскарина                                                                                  | 13 мая 2005     |
| Отец Ванды — Большой Папочка — и Тимми должны убрать волшебный мусор в доме Тимми. |            | |                                          | | |                 |
| 68b | 9b         | «Тимми ТВ» «Timmy TV»                                                                                 | Кен Брюс                                 | Синтия Тру                                                                                            | Шон Мюррей                                                                                                  | 13 мая 2005     |
| Тимми узнаёт, что он телезвезда, в шоу со скрытой камерой в Фееляндии, но его слава начинает менять его жизнь. |            | |                                          | | |                 |
| 69a | 10a        | «Волшебник в маске» «The Masked Magician»                                                             | Бутч Хартман                             | Скотт Феллоуз                                                                                         | Дейв Томас                                                                                                  | 18 февраля 2005 |
| Тимми хочет стать фокусником, чтобы отогнать группу горожан, чтобы посмотреть магическое шоу его родителей вместо шоу Динклебергов, которые привели с собой поп-певицу Бритни Бритни. Мистер Биклз, сердитый и завидующий Тимми, становится его заклятым врагом. |            | |                                          | | |                 |
| 69b | 10b        | «Большая гонка» «The Big Bash»                                                                        | Кен Брюс и Джули Хасигути                | Синтия Тру                                                                                            | Морин Маскарина и Шон Мюррей                                                                                | 18 февраля 2005 |
| Тимми сражается с Реми Баксапленти в охоте за мусором, которая на самом деле была продуктовым магазином Купидона. |            | |                                          | | |                 |
| 70 | 11         | «Туманность Аварии» «Crash Nebula»                                                                    | Бутч Хартман                             | Бутч Хартман и Стив Мармел                                                                            | Эрик Визе                                                                                                   | 2 июля 2004     |
| Тимми готовится посмотреть "Туманность аварии", но спорит с Космо и Вандой о том, что это за серия. В эпизоде рассказывается о Сприг Спивак, альтер эго героя Крэша Небулы. |            | |                                          | | |                 |
| 71a | 12a        | «Волнующий день» «Mooooving Day»                                                                      | Гэри Конрад                              | Сюжет : Джек Томас Телесценарий : Джин Грилло                                                         | Дейв Томас                                                                                                  | 3 октября 2005  |
| Тимми хочет, чтобы его мать могла продавать дома, и достаточно скоро она продала все дома, включая самих Тернеров, переместив их в роскошные акры Диммадома. Всё кажется хорошо, пока Тимми не замечает, что все, кто пил это молоко, внезапно впали в состояние, похожее на транс, включая Космо и Ванду.                                                            |            | |                                          | | |                 |
| 71b | 12b        | «Большая Ванда» «Big Wanda»                                                                           | Кен Брюс                                 | Джек Томас                                                                                            | Бутч Хартман                                                                                                | 3 октября 2005  |
| Кто-то похитил Большого Папу, оставив Ванду вести семейный бизнес. Её первая задача - переделать мафиози, добавив розовую униформу для вывоза мусора, розовые мусоровозы и салфетки на всех мусорных баках Сказочного мира. Тем временем Тимми и Космо лихорадочно ищут Большого Папочку.                                                                             |            | |                                          | | |                 |
| 72a | 13a        | «О, Брат!» «Oh, Brother!»                                                                             | Гэри Конрад                              | Сюжет : Кевин Салливан и Дейдра Бреннер Телесценарий : Кевин Салливан                                 | Стив Дэй | 4 октября 2005  |
| Со старшим братом жизнь была бы куда лучше. По крайней мере, так считает Тимми. |            | |                                          | | |                 |
| 72b | 13b        | «В чём разница?» «What's the Difference?»                                                             | Кен Брюс                                 | Джек Томас                                                                                            | Морин Маскарина                                                                                             | 4 октября 2005  |
| Ещё один скучный день, и Тимми желает, чтобы все в школе превратилось в книгу головоломок |            | |                                          | | |                 |
| 73a | 14a        | «Остроумная атака!» «Smart Attack!»                                                                   | Кен Брюс                                 | Грег Фиделер                                                                                          | Дейв Томас                                                                                                  | 5 октября 2005  |
| Папа Тимми пытается помочь ему с домашним заданием. Однако он не образец отцовства, и это приносит больше вреда, чем пользы. |            | |                                          | | |                 |
| 73b | 14b        | «Операция С. М. Е. Х.» «Operation F.U.N.»                                                             | Гэри Конрад                              | Синтия Тру                                                                                            | Дейв Каннингем                                                                                              | 5 октября 2005  |
| Тимми желает учиться в академии "Смех", где нет родителей и будильников, где весёлые игры и невероятная еда. |            | |                                          | | |                 |
| 74a | 15a        | «Подводная эпопея!» «Something's Fishy!»                                                              | Гэри Конрад                              | Стив Мармел и Джек Томас                                                                              | Брэндон Круз                                                                                                | 6 октября 2005  |
| Тимми раздобыл снаряжение из фильма про Мокрого Вилли, однако это не позволяет ему дышать под водой. |            | |                                          | | |                 |
| 74b | 15b        | «Быстрое изменение» «Presto Change-O»                                                                 | Кен Брюс                                 | Сюжет : Дейдра Бреннер и Кевин Салливан Телесценарий : Кевин Салливан                                 | Морин Маскарина                                                                                             | 6 октября 2005  |
| Чтобы пройти тест мистера Крокера, Тимми загадывает желание о приборе, позволяющем меняться местами с людьми |            | |                                          | | |                 |
| 75a | 16a        | «Старые добрые времена!» «The Good Old Days!»                                                         | Гэри Конрад                              | Сюжет : Дейв Томас и Стив Мармел Телесценарий : Дейв Томас                                            | Дейв Томас                                                                                                  | 7 октября 2005  |
| После просмотра старого мультика Тимми желает попасть в мультфильм 30-х годов со своим дедушкой. |            | |                                          | | |                 |
| 75b | 16b        | «Потерянное будущее» «Future Lost»                                                                    | Кен Брюс                                 | Джек Томас                                                                                            | Дейв Каннингем и Бутч Хартман                                                                               | 7 октября 2005  |
| Тимми желает, чтобы Димсдейл стал более футуристичным, но, к сожалению, роботы пытаются завоевать Землю |            | |                                          | | |                 |
| 76 | 17         | «Джимми и Тимми: Мощь времени 2: Битва болванов!» «The Jimmy Timmy Power Hour 2: When Nerds Collide!» | Кейт Алькорн, Майк Гасуэй и Бутч Хартман | Сюжет : Джин Грилло, Стив Мармел, Джед Спингарн и Джек Томас Телесценарий : Джин Грилло и Стив Мармел | Джейсон Дорф, Род Дуглас, Дэн Нозелла, Морин Маскарина, Стив Дэй и Бутч Хартман                             | 16 января 2006  |
| Джимми и Тимми сражаются из-за Синди, одновременно пытаясь спасти Диммсдейл от Анти-Фей и Ретровилля от профессора Каламитуса. Впервые в Диммсдейле оказываются друзья Джимми, а не просто Джимми, а феи Тимми оказываются в Ретровилле, а не только Тимми. |            | |                                          | | |                 |
| 77a | 18a        | «Тимми варвар!» «Timmy the Barbarian!»                                                                | Кен Брюс                                 | Сюжет : Дейв Томас Телесценарий : Джек Томас и Стив Мармел                                            | Дейв Томас                                                                                                  | 25 ноября 2006  |
| Юрген читает Бинки сказку, и, разумеется, в ней есть Тимми, Космо и Ванда. |            | |                                          | | |                 |
| 77b | 18b        | «Заменитель для сумасшедших!» «No Substitute for Crazy!»                                              | Гэри Конрад                              | Кевин Салливан                                                                                        | Дейв Каннингем и Бутч Хартман                                                                               | 25 ноября 2006  |
| Когда мистер Крокер выпал из окна, Тимми загадывает желание о новой учительнице миссис Саншайн, однако она оказывается злой охотницей на фей |            | |                                          | | |                 |
| 7879 | 1920       | «Волшебный идол» «Fairy Idol»                                                                         | Кен Брюс и Гэри Конрад                   | Сюжет : Стив Мармел, Дейв Томас и Кевин Салливан Телесценарий : Бутч Хартман и Стив Мармел            | Стив Дэй, Морин Маскарина, Дейв Томас и Бутч Хартман                                                        | 19 мая 2006     |
| Норм вынуждает Космо и Ванду уйти от Тимми, а чтобы их заменить, проводится шоу "Волшебный идол". Теперь Тимми должен попытаться убедить Норма в том, что тот не может обрести свободу будучи джином. |            | |                                          | | |                 |
| 80 | 21         | «Джимми и Тимми: Мощь времени 3: Безмозглые!» «The Jimmy Timmy Power Hour 3: The Jerkinators!»        | Кейт Алькорн, Майк Гасуэй и Бутч Хартман | Стив Мармел и Джед Спингарн                                                                           | Джейсон Дорф, Род Дуглас, Дэн Нозелла, Дейв Каннингем, Стив Дэй, Морин Маскарина, Дейв Томас и Бутч Хартман | 21 июля 2006    |
| Джимми и Тимми объединяют усилия, чтобы спасти обе свои вселенные от уничтожения злым монстром, созданным ими самими, что почти приводит к потере их друзей. |            | |                                          | | |                 |

### 6 сезон (2008—2009)
| № общий | № в сезоне | Название                                                                                | Режиссёр                              | Автор сценария                               | Раскадровка                                                  | Дата премьеры   | Зрители США (млн) |
| --- | ---------- | --------------------------------------------------------------------------------------- | ------------------------------------- | -------------------------------------------- | ------------------------------------------------------------ | --------------- | ----------------- |
| 8182 | 12         | «Волшебный младенец» «Fairly OddBaby»                                                   | Кен Брюс, Мишель Брайан и Гэри Конрад | Скотт Феллоуз, Бутч Хартман и Кевин Салливан | Винкэт Алькала, Аарон Хаммерсли, Бутч Хартман и Марти Уорнэр | 18 февраля 2008 | 8,81              |
| У Космо и Ванды рождается ребёнок, и это первый ребёнок-фея, родившийся за тысячи лет! Но так как магия малыша-феи - самая мощная во вселенной, все хотят заполучить его для своих целей.                     |            |                                                                                         |                                       |                                              |                                                              |                 |                   |
| 83a | 3a         | «Миссия „Ответственность“» «Mission: Responsible»                                       | Мишель Брайан                         | Скотт Феллоуз                                | Бутч Хартман                                                 | 10 марта 2008   | N/A               |
| Космо и Ванда устают от хлопот с ребёнком, и Тимми вызывается им помочь, чтобы они могли провести вечер в городе.                                                                                             |            |                                                                                         |                                       |                                              |                                                              |                 |                   |
| 83b | 3b         | «Вихрь волос» «Hairicane»                                                               | Кен Брюс                              | Кевин Салливан                               | Брендон Круз                                                 | 11 марта 2008   | N/A               |
| Тимми загадывает желание о причёске, которую невозможно подстричь |            |                                                                                         |                                       |                                              |                                                              |                 |                   |
| 84a | 4a         | «Открой рот и скажи: „А!“» «Open Wide and Say Aaagh!»                                   | Гэри Конрад                           | Бутч Хартман                                 | Винкэт Алькала                                               | 12 марта 2008   | N/A               |
| Тимми предстоит удалить гланды, и Викки намерена сделать его пребывание в больнице как можно более болезненным.                                                                                               |            |                                                                                         |                                       |                                              |                                                              |                 |                   |
| 84b | 4b         | «Пираты» «Odd Pirates»                                                                  | Мишель Брайан                         | Кевин Салливан                               | Бутч Хартман и Марти Уорнэр                                  | 13 марта 2008   | N/A               |
| Тимми желает увидеть свою любимую бейсбольную команду, но малыш Пуф отправляет его на настоящий пиратский корабль.                                                                                            |            |                                                                                         |                                       |                                              |                                                              |                 |                   |
| 85 | 5          | «Волшебная Олимпиада» «The Fairly Oddlymipics»                                          | Кен Брюс и Гэри Конрад                | Скотт Феллоуз, Бутч Хартман и Кевин Салливан | Аарон Хаммерсли и Бутч Хартман                               | 1 августа 2008  | N/A               |
| Тимми надоело быть подопытным кроликом, когда феи, антифеи и эльфы выясняют, кто лучшее волшебное существо во Вселенной. Он предлагает провести соревнования, чтобы раз и навсегда определить, кто же лучший. |            |                                                                                         |                                       |                                              |                                                              |                 |                   |
| 86a | 6a         | «Чудо банда» «Odd Squad»                                                                | Мишель Брайан                         | Скотт Феллоуз                                | Брендон Круз                                                 | 12 мая 2008     | N/A               |
| Тимми желает, чтобы у него была говорящая машина. |            |                                                                                         |                                       |                                              |                                                              |                 |                   |
| 86b | 6b         | «На крайний случай» «For Emergencies Only»                                              | Кен Брюс                              | Бутч Хартман                                 | Винкэт Алькала                                               | 13 мая 2008     | N/A               |
| Космо и Ванда настолько заняты Пуфом, что игнорируют Тимми |            |                                                                                         |                                       |                                              |                                                              |                 |                   |
| 87a | 7a         | «Сыр и Крокеры» «Cheese & Crockers»                                                     | Мишель Брайан                         | Скотт Феллоуз                                | Бутч Хартман                                                 | 14 мая 2008     | N/A               |
| Тимми желает машину, которая позволяет ему становиться наполовину Тимми, наполовину любым предметом. |            |                                                                                         |                                       |                                              |                                                              |                 |                   |
| 87b | 7b         | «Назад в прошлое» «Land Before Timmy»                                                   | Гэри Конрад                           | Кевин Салливан Сюжет: Том Краевский          | Рэй Ангрум и Бутч Хартман                                    | 15 мая 2008     | N/A               |
| Тимми устал от технологий, разрушающих его жизнь, и желает, чтобы мир стал проще |            |                                                                                         |                                       |                                              |                                                              |                 |                   |
| 88 | 8          | «Счастливого желанства» «Merry Wishmas»                                                 | Кен Брюс                              | Бутч Хартман, Скотт Феллоуз и Кевин Салливан | Аарон Хаммерсли, Бутч Хартман и Брендон Круз                 | 12 декабря 2008 | N/A               |
| 89a | 9a         | «Король Чанг» «King Chang»                                                              | Мишель Брайан                         | Кевин Салливан                               | Винкэт Алькала                                               | 16 мая 2008     | N/A               |
| Марка Чанга вызывают в Югопотамию, чтобы сделать королём, пока его отца, который спасается бегством, пытается устранить таинственный незнакомец.                                                              |            |                                                                                         |                                       |                                              |                                                              |                 |                   |
| 89b | 9b         | «Конец обучению» «The End of the Universe-ity»                                          | Кен Брюс                              | Скотт Феллоуз                                | Бутч Хартман и Рэй Ангрум                                    | 11 августа 2008 | N/A               |
| Дарк Лэйзер возвращается и пытается сделать Тимми своим учеником. |            |                                                                                         |                                       |                                              |                                                              |                 |                   |
| 90a | 10a        | «Супер Пуф» «Sooper Poof»                                                               | Гэри Конрад                           | Лори Израэль и Рейчел Рудерман               | Аарон Хаммерсли                                              | 12 августа 2008 | N/A               |
| Пуф пытается научиться правильно превращаться, но у него не сразу получается. |            |                                                                                         |                                       |                                              |                                                              |                 |                   |
| 90b | 10b        | «Нежелай» «Wishing Well»                                                                | Мишель Брайан                         | Кевин Салливан                               | Бутч Хартман                                                 | 13 августа 2008 | N/A               |
| Тимми начал эксплуатировать своих фей, поэтому Юрген забирает Тимми в НеЖелайф |            |                                                                                         |                                       |                                              |                                                              |                 |                   |
| 91a | 11a        | «Молодильная мойка» «Wishy Washy»                                                       | Кен Брюс                              | Бутч Хартман                                 | Брендон Круз                                                 | 14 августа 2008 | N/A               |
| Папа поручает Тимми помыть его старую спортивную машину. |            |                                                                                         |                                       |                                              |                                                              |                 |                   |
| 91b | 11b        | «Компания для Пуфа» «Poof's Playdate»                                                   | Гэри Конрад                           | Скотт Феллоуз                                | Бутч Хартман                                                 | 15 августа 2008 | N/A               |
| Ванда переживает, что Пуфу неинтересны другие малыши-феи, поэтому Тимми превращает взрослых фей в детей, чтобы Пуф мог играть с ними                                                                          |            |                                                                                         |                                       |                                              |                                                              |                 |                   |
| 92a | 12a        | «Викки увольняют» «Vicky Gets Fired»                                                    | Кен Брюс                              | Кевин Салливан                               | Аарон Хаммерсли                                              | 30 ноября 2008  | N/A               |
| Вики полна решимости устроиться на работу, после того, как родители Тимми увольняют её. |            |                                                                                         |                                       |                                              |                                                              |                 |                   |
| 92b | 12b        | «Чувства Чина» «Chindred Spirits»                                                       | Мишель Брайан                         | Эми Китинг Роджерс                           | Бутч Хартман и Рэй Ангрум                                    | 30 ноября 2008  | N/A               |
| Тимми желает подружку для Малинового Чина и вскоре Чин встречается с девушкой по имени Златовласка. Но теперь комиксы становятся и скучными, и романтичными                                                   |            |                                                                                         |                                       |                                              |                                                              |                 |                   |
| 93a | 13a        | «Девять жизней!» «9 Lives!»                                                             | Кен Брюс                              | Крис Прути                                   | Винкэт Алькала                                               | 30 ноября 2008  | N/A               |
| Когда Котмэн сообщает Тимми, что потратил уже восемь жизней из девяти, спасая Диммсдэйл от преступности, Тимми помогает Котмэну найти более "безопасную работу", где он всё равно сможет помогать людям.      |            |                                                                                         |                                       |                                              |                                                              |                 |                   |
| 93b | 13b        | «Ужас до завтрака» «Dread 'n' Breakfast»                                                | Гэри Конрад                           | Скотт Феллоуз                                | Бутч Хартман                                                 | 30 ноября 2008  | N/A               |
| Мама превращает дом в ресторан. |            |                                                                                         |                                       |                                              |                                                              |                 |                   |
| 94a | 14a        | «День рождения отменяется!» «Birthday Bashed!»                                          | Мишель Брайан                         | Бутч Хартман                                 | Брендон Круз                                                 | 9 июля 2009     | N/A               |
| Тимми радуется своему дню рождения, пока не осознаёт, что на один год старше означает на один год ближе к потере своих покровителей.                                                                          |            |                                                                                         |                                       |                                              |                                                              |                 |                   |
| 94b | 14b        | «Вездесущая мама» «Momnipresent»                                                        | Гэри Конрад                           | Кевин Салливан                               | Рэй Ангрум (как Рейфилд Ангрум) и Бутч Хартман               | 12 августа 2009 | N/A               |
| Тимми не хочет проводить день со своей мамой, занимаясь скучными делами, поэтому желает, чтобы она исчезла.                                                                                                   |            |                                                                                         |                                       |                                              |                                                              |                 |                   |
| 9596 | 1516       | «Желаниялогия: Великое начало» «Wishology! Part 1: The Big Beginning»                   | Бутч Хартман                          | Скотт Феллоуз, Бутч Хартман и Кевин Салливан | Винкэт Алькала, Аарон Хаммерсли, Бутч Хартман и Брендон Круз | 1 мая 2009      | 4,012             |
| 9798 | 1718       | «Желаниялогия: Захватывающие продолжения» «Wishology! Part 2: The Exciting Middle Part» | Бутч Хартман                          | Скотт Феллоуз, Бутч Хартман и Кевин Салливан | Винкэт Алькала, Аарон Хаммерсли, Бутч Хартман и Брендон Круз | 2 мая 2009      | 3,6               |
| 99100 | 1920       | «Желаниялогия: Окончательный конец» «Wishology! Part 3: The Final Ending»               | Бутч Хартман                          | Скотт Феллоуз, Бутч Хартман и Кевин Салливан | Аарон Хаммерсли, Бутч Хартман и Брендон Круз                 | 3 мая 2009      | 4,071             |

### 7 сезон (2009—2012)
| № общий | № в сезоне | Название                                                     | Режиссёр                    | Автор сценария                                               | Раскадровка                    | Дата премьеры    | Зрители США (млн) |
| --- | ---------- | ------------------------------------------------------------ | --------------------------- | ------------------------------------------------------------ | ------------------------------ | ---------------- | ----------------- |
| 101 | 1          | «Анти-Пуф» «Anti-Poof»                                       | Мишель Брайан и Гэри Конрад | Рей Делаурентис, Бутч Хартман, Кевин Салливан и Эд Валентайн | Брендон Круз и Аарон Хаммерсли | 10 июля 2009     | N/A               |
| У каждой феи есть антифея, и появляется Анти-Пуф по имени Фуп. Только Пуф может остановить свою антифею и не дать ей уничтожить мир фей.                         |            |                                                              |                             |                                                              |                                |                  |                   |
| 102a | 2a         | «Папа плюс Папа» «Add-a-Dad»                                 | Мишель Брайан               | Кевин Салливан Сюжет: Рей Делаурентис и Бутч Хартман         | Хизер Мартинес                 | 13 августа 2009  | N/A               |
| Папа слишком занят, чтобы проводить достаточно времени с Тимми, поэтому он желает себе двух пап.                                                                 |            |                                                              |                             |                                                              |                                |                  |                   |
| 102b | 2b         | «Белки и слоечки» «Squirrely Puffs»                          | Кен Брюс и Бутч Хартман     | Кевин Салливан                                               | Фред Гонзалес                  | 11 августа 2009  | N/A               |
| Белкоскауты собираются взобраться на гору Диммсдэйл, но их мужественность оспаривается присутствием Слоечек.                                                     |            |                                                              |                             |                                                              |                                |                  |                   |
| 103a | 3a         | «Мышиные бега» «Micecapades»                                 | Гэри Конрад                 | Рей Делаурентис                                              | Бутч Хартман и Вик Харриссон   | 8 июля 2009      | N/A               |
| Пуф смотрит жестокий мультфильм "Сырок и Шнырок". И случайно превращает Тимми и Вики в Сырка и Шнырка.                                                           |            |                                                              |                             |                                                              |                                |                  |                   |
| 103b | 3b         | «Рецепт отказа» «Formula for Disaster»                       | Мишель Брайан               | Уилл Шифрин                                                  | Бутч Хартман и Дэн Хаскетт     | 7 июля 2009      | N/A               |
| Визит мистера Крокера домой к Тимми Тернеру и сообщение о плохих оценках приводят к настоящему хаосу.                                                            |            |                                                              |                             |                                                              |                                |                  |                   |
| 104a | 4a         | «Плохой наследник» «Bad Heir Day»                            | Кен Брюс                    | Кевин Салливан                                               | Аарон Хаммерсли                | 6 июля 2009      | N/A               |
| Крокер мечтает о наследнике его предполагаемой "Империи Крокера". Пуф случайно попадает к нему и Крокер начинает заботиться о Пуфе.                              |            |                                                              |                             |                                                              |                                |                  |                   |
| 104b | 4b         | «Дураки и греки» «Freaks & Greeks»                           | Гэри Конрад                 | Том Краевский                                                | Фред Гонзалес                  | 30 сентября 2009 | N/A               |
| Тимми желает попасть на "настоящую" тога-вечеринку, в конце концов оказываясь на Олимпе с настоящими богами.                                                     |            |                                                              |                             |                                                              |                                |                  |                   |
| 105a | 5a         | «Мальчимуха» «Fly Boy»                                       | Мишель Брайан               | Эд Валентайн                                                 | Брендон Круз                   | 14 августа 2009  | N/A               |
| Каждый житель Диммсдэйла смотрит новый фильм ужасов "Мальчимуха". Но Тимми запрещено его смотреть, а когда он желает стать "мухой", начинается настоящий кошмар. |            |                                                              |                             |                                                              |                                |                  |                   |
| 105b | 5b         | «Временная фея» «Temporary Fairy»                            | Кен Брюс                    | Эми Китинг Роджерс                                           | Дейв Томас                     | 29 сентября 2009 | N/A               |
| Тимми желает временного покровителя, который исполняет все желания.                                                                                              |            |                                                              |                             |                                                              |                                |                  |                   |
| 106a | 6a         | «Крокер Шокер» «Crocker Shocker»                             | Гари Конрад                 | Кевин Салливан Сюжет: Эми Китинг Роджерс                     | Аарон Хаммерсли                | 28 сентября 2009 | N/A               |
| Крокера гипнотизируют, он перестаёт верить в фей и возвращается к нормальной жизни.                                                                              |            |                                                              |                             |                                                              |                                |                  |                   |
| 106b | 6b         | «Супер Ноль» «Super Zero»                                    | Кен Брюс                    | Рей Делаурентис и Уилл Шифрин                                | Фред Гонзалес                  | 1 октября 2009   | N/A               |
| Космо уходит из дома и внезапно становится супергероем для жителей Диммсдэйла, когда спасает Пуфа                                                                |            |                                                              |                             |                                                              |                                |                  |                   |
| 107a | 7a         | «Папа-Кадабра» «Dadbra-Cadabra»                              | Гэри Конрад                 | Гэри Конрад                                                  | Дейв Томас                     | 2 октября 2009   | N/A               |
| С помощью Тимми папе удаются его фокусы. Убедив себя, что отец Тимми - фея, Крокер собирается рассказать свой секрет на национальном телевидении.                |            |                                                              |                             |                                                              |                                |                  |                   |
| 107b | 7b         | «Тимми репа» «Timmy Turnip»                                  | Мишель Брайан               | Уилл Шифрин Сюжет: Рей Делаурентис и Уилл Шифрин             | Бутч Хартман и Синди Морроу    | 10 августа 2009  | N/A               |
| Тимми желает, чтобы его бабушка и дедушка никогда не приезжали в Америку и оказывается в Вонюкостане.                                                            |            |                                                              |                             |                                                              |                                |                  |                   |
| 108a | 8a         | «Музыкант-неудачник» «One Man Banned»                        | Мишель Брайан               | Эд Валентайн                                                 | Аарон Хаммерсли                | 16 октября 2009  | N/A               |
| После того, как Тимми исключают из школьной музыкальной группы, он желает, чтобы все любили его музыку.                                                          |            |                                                              |                             |                                                              |                                |                  |                   |
| 108b | 8b         | «Мой верный враг» «Frenemy Mine»                             | Кен Брюс                    | Кевин Салливан                                               | Брендон Круз                   | 16 октября 2009  | N/A               |
| Тимми спасает Вики от ужасной аварии, но позже она страдает от его щедрости.                                                                                     |            |                                                              |                             |                                                              |                                |                  |                   |
| 109a | 9a         | «Куриный чих» «Chicken Poofs»                                | Гари Конрад                 | Рей Делаурентис и Уилл Шифрин                                | Фред Гонзалес                  | 9 апреля 2010    | N/A               |
| Пуф делает "куриный чих" и всех превращает в куриц! |            |                                                              |                             |                                                              |                                |                  |                   |
| 109b | 9b         | «Глупый купидон» «Stupid Cupid»                              | Кен Брюс                    | Уилл Шифрин                                                  | Хизер Мартинес                 | 6 февраля 2010   | N/A               |
| Тимми ворует стрелы Купидона, чтобы заставить Трикси влюбиться в него и идёт на школьный романтический танец.                                                    |            |                                                              |                             |                                                              |                                |                  |                   |
| 110a | 10a        | «Ноль-Ноль Шносмо!» «Double-Oh Schnozmo!»                    | Гэри Конрад                 | Кевин Салливан                                               | Брендон Круз                   | 11 сентября 2010 | 4,0               |
| 110b | 10b        | «Планета Пуф» «Planet Poof»                                  | Мишель Брайан               | Эд Валентайн                                                 | Дейв Томас                     | 5 апреля 2010    | N/A               |
| 111a | 11a        | «Мой босс» «The Boss of Me»                                  | Кен Брюс                    | Шарлотта Фуллертон                                           | Аарон Хаммерсли                | 11 сентября 2010 | 4,0               |
| 111b | 11b        | «Пуфгол» «He Poofs He Scores!»                               | Мишель Брайан               | Рей Делаурентис и Уилл Шифрин                                | Фред Гонзалес                  | 6 апреля 2010    | N/A               |
| 112a | 12a        | «Пасачки смерти» «Playdate of Doom»                          | Гэри Конрад                 | Кевин Салливан                                               | Хизер Мартинес                 | 7 апреля 2010    | N/A               |
| 112b | 12b        | «Любимчик учителя» «Teacher's Pet»                           | Кен Брюс                    | Рей Делаурентис и Уилл Шифрин                                | Дейв Томас                     | 8 апреля 2010    | N/A               |
| 113a | 13a        | «Мама-мания» «Manic Mom-Day»                                 | Мишель Брайан               | Кевин Салливан                                               | Брендон Круз                   | 18 сентября 2010 | 4,7               |
| 113b | 13b        | «Золочёный Крокер» «Crocker of Gold»                         | Гэри Конрад                 | Уилл Шифрин                                                  | Бутч Хартман                   | 18 сентября 2010 | 4,7               |
| 114a | 14a        | «Пляжная показуха» «Beach Blanket Bozos»                     | Мишель Брайан               | Эд Валентайн                                                 | Хизер Мартинес                 | 15 августа 2011  | N/A               |
| 114b | 14b        | «Полтергении» «Poltergeeks»                                  | Кен Брюс                    | Эд Валентайн                                                 | Фред Гонзалес и Грег Рэнкин    | 15 августа 2011  | N/A               |
| 115a | 15a        | «Папа и тройка с минусом» «Old Man and the C-»               | Гэри Конрад                 | Кевин Салливан                                               | Дейв Томас                     | 14 июля 2011     | N/A               |
| 115b | 15b        | «Мучная гармония» «Balance of Flour»                         | Кен Брюс                    | Рей Делаурентис и Уилл Шифрин                                | Брендон Круз                   | 14 июля 2011     | N/A               |
| 116a | 16a        | «Битва кулинаров» «Food Fight»                               | Мишель Брайан               | Эд Валентайн                                                 | Аарон Хаммерсли                | 12 июля 2011     | N/A               |
| 116b | 16b        | «Только не кормите Тёрнеров» «Please Don't Feed the Turners» | Гэри Конрад                 | Рей Делаурентис и Уилл Шифрин                                | Фред Гонзалес                  | 12 июля 2011     | N/A               |
| 117a | 17a        | «Фальшивка» «Take and Fake»                                  | Кен Брюс                    | Кевин Салливан                                               | Хизер Мартинес                 | 6 февраля 2010   | N/A               |
| 117b | 17b        | «Правила Космо» «Cosmo Rules»                                | Мишель Брайан               | Джоанна Льюис                                                | Брендон Круз                   | 11 июля 2011     | N/A               |
| 118a | 18a        | «Во тьме» «Lights Out»                                       | Кен Брюс                    | Кевин Салливан                                               | Дейв Томас                     | 13 июля 2011     | N/A               |
| 118b | 18b        | «Папа за бортом» «Dad Overboard»                             | Гэри Конрад                 | Рей Делаурентис и Уилл Шифрин                                | Аарон Хаммерсли                | 13 июля 2011     | N/A               |
| 119a | 19a        | «Будни фермера» «Farm Pit»                                   | Мишель Брайан               | Эд Валентайн                                                 | Фред Гонзалес                  | 5 августа 2012   | N/A               |
| 119b | 19b        | «Крок ток» «Crock Talk»                                      | Гэри Конрад                 | Рей Делаурентис и Уилл Шифрин                                | Хизер Мартинес и Бутч Хартман  | 11 июля 2011     | N/A               |
| 120a | 20a        | «Начальная школа магов» «Spellementary School»               | Мишель Брайан               | Кевин Салливан                                               | Дейв Томас                     | 26 февраля 2011  | N/A               |
| 120b | 20b        | «Операция „Динклберг“» «Operation: Dinkleberg»               | Кен Брюс                    | Рей Делаурентис и Уилл Шифрин                                | Брендон Круз                   | 26 февраля 2011  | N/A               |

### 8 сезон (2011)
| № общий | № в сезоне | Название                                                   | Режиссёр                                 | Автор сценария                                                          | Раскадровка                                | Дата премьеры   |
| --- | ---------- | ---------------------------------------------------------- | ---------------------------------------- | ----------------------------------------------------------------------- | ------------------------------------------ | --------------- |
| 121 | 1          | «Любовный треугольник» «Love Triangle»                     | Кен Брюс и Гэри Конрад                   | Дейв Томас, Кевин Салливан, Уилл Шифрин, Бутч Хартман и Рей Делаурентис | Дейв Томас и Фред Гонзалес                 | 12 февраля 2011 |
| Пуф и Фуп соревнуются, чтобы получить внимание новой ученицы начальной школы Златы Золотушкиной , играя в школьной пьесе «Печенюшкин чудо-день».                                                 |            |                                                            |                                          |                                                                         |                                            |                 |
| 122123 | 23         | «Секретное желание Тимми!» «Timmy's Secret Wish!»          | Мишель Брайан, Кен Брюс и Джон Макинтайр | Уилл Шифрин и Кевин Салливан                                            | Дейв Томас                                 | 23 ноября 2011  |
| Тимми загадывает своё миллионное желание, и в честь такого торжественного события, все его желания выстраиваются в линию. Пересмотрев их, Совет признаёт Тимми самым ужасным крестником из всех. |            |                                                            |                                          |                                                                         |                                            |                 |
| 124 | 4          | «Нашествие пап» «Invasion of the Dads»                     | Кен Брюс и Мишель Брайан                 | Рей Делаурентис, Уилл Шифрин и Кевин Салливан                           | Аарон Хаммерсли и Бутч Хартман             | 18 июня 2011    |
| Клоны мистера Тёрнера возвращаются на Землю и похищают маму Тимми, забрав её на свою планету. Тимми и его настоящий папа и феи отправляются спасать её.                                          |            |                                                            |                                          |                                                                         |                                            |                 |
| 125 | 5          | «Лузеры атакуют» «When L.O.S.E.R.S. Attack»                | Джон Макинтайр и Кен Брюс                | Рей Делаурентис, Уилл Шифрин и Кевин Салливан                           | Эд Бейкер и Бутч Хартман                   | 15 октября 2011 |
| Все враги Тимми решают объединиться и напасть на него вместе, образовав Лигу Ужасно Злобных Разрушителей. (Л.У.З.Р.)                                                                             |            |                                                            |                                          |                                                                         |                                            |                 |
| 126 | 6          | «Знакомьтесь! Волшебные покровители» «Meet the OddParents» | Мишель Брайан и Джон Макинтайр           | Рей Делаурентис, Уилл Шифрин и Кевин Салливан                           | Аарон Хаммерсли, Бутч Хартман и Дейв Томас | 29 декабря 2011 |
| Родители Тимми узнают про его покровителей, но Тимми не должен позволить Юргену узнать об этом, иначе потеряет фей навсегда.                                                                     |            |                                                            |                                          |                                                                         |                                            |                 |

### 9 сезон (2013—2015)
| № общий | № в сезоне | Название                                                    | Режиссёр                                              | Автор сценария                                                              | Раскадровка                                         | Дата премьеры   | Зрители США (млн) |
| ------- | ---------- | ----------------------------------------------------------- | ----------------------------------------------------- | --------------------------------------------------------------------------- | --------------------------------------------------- | --------------- | ----------------- |
| 127     | 1          | «Волшебный питомец» «Fairly OddPet»                         | Гэри Конрад и Так Такер                               | Рей Делаурентис, Уилл Шифрин и Кевин Салливан                               | Мигель Пуга и Джош Цинман                           | 23 марта 2013   | 3,90              |
| 128a    | 2a         | «ДинклСкауты» «Dinklescouts»                                | Гэри Конрад                                           | Кевин Арриета и Синди Спэкман                                               | Марсело Десоуза                                     | 14 апреля 2013  | 2,06              |
| 128b    | 2b         | «Я мечтаю о Космо» «I Dream of Cosmo»                       | Рэнди Майерс и Мишель Брайан                          | Кевин Арриета и Синди Спэкман                                               | Майк Нассар и Бутч Хартман                          | 14 апреля 2013  | 2,06              |
| 129a    | 3a         | «Тёрнер и пёс» «Turner & Pooch»                             | Так Такер                                             | Рей Делаурентис, Уилл Шифрин и Кевин Салливан                               | Бутч Хартман и Джим Мортенсен                       | 4 мая 2013      | 3,10              |
| 129b    | 3b         | «Город дураков» «Dumbbell Curve»                            | Рэнди Майерс и Мишель Брайан                          | Кевин Арриета, Рей Делаурентис, Уилл Шифрин, Синди Спэкман и Кевин Салливан | Джош Цинман и Бутч Хартман                          | 11 мая 2013     | 3,05              |
| 130a    | 4a         | «Ужасная компашка» «The Terrible Twosome»                   | Гэри Конрад                                           | Рей Делаурентис, Уилл Шифрин и Кевин Салливан                               | Мигель Пуга                                         | 1 июня 2013     | 3,19              |
| 130b    | 4b         | «Смертельное приложение» «App Trap»                         | Так Такер и Бутч Хартман                              | Алек Швиммер, Кевин Арриета и Синди Спэкман                                 | Майк Нассар и Бутч Хартман                          | 8 июня 2013     | 2,73              |
| 131a    | 5a         | «Сила природы» «Force of Nature»                            | Мишель Брайан и Рэнди Майерс                          | Кевин Арриета и Синди Спэкман                                               | Марсело Десоуза                                     | 15 июня 2013    | 3,03              |
| 131b    | 5b         | «Видеоты» «Viral Vidiots»                                   | Гэри Конрад                                           | Эллен Байрон и Лиза Капстром                                                | Джим Мортенсен и Бутч Хартман                       | 22 июня 2013    | 3,22              |
| 132     | 6          | «Злые крёстные» «Scary GodCouple»                           | Мишель Брайан, Бутч Хартман, Рэнди Майерс и Так Такер | Рей Делаурентис, Уилл Шифрин и Кевин Салливан                               | Мигель Пуга, Джош Цинман и Бутч Хартман             | 19 октября 2013 | 3,00              |
| 133a    | 7a         | «Два с половиной младенца» «Two and a Half Babies»          | Гэри Конрад                                           | Синди Спэкман                                                               | Майк Мило и Бутч Хартман                            | 25 июля 2014    | 1,57              |
| 133b    | 7b         | «Бросить якорь» «Anchor's Away»                             | Гэри Конрад                                           | Кевин Арриета и Синди Спэкман                                               | Майк Нассар и Бутч Хартман                          | 25 июля 2014    | 1,57              |
| 134a    | 8a         | «В поисках Эмо» «Finding Emo»                               | Мишель Брайан и Рэнди Майерс                          | Рей Делаурентис, Уилл Шифрин и Кевин Салливан                               | Джим Мортенсен и Бутч Хартман                       | 9 июля 2014     | N/A               |
| 134b    | 8b         | «Ловцы Пыли» «Dust Busters»                                 | Мишель Брайан, Кевин Петрилак и Так Такер             | Джонатан Батлер, Рей Делаурентис, Уилл Шифрин и Кевин Салливан              | Марсело Десоуза                                     | 9 июля 2014     | N/A               |
| 135a    | 9a         | «Идентификация тоски» «The Bored Identity»                  | Мишель Брайан, Кевин Петрилак и Так Такер             | Рей Делаурентис, Уилл Шифрин и Кевин Салливан                               | Мигель Пуга                                         | 23 июля 2014    | 1,80              |
| 135b    | 9b         | «Вступление в клуб» «Country Clubbed»                       | Мишель Брайан                                         | Кевин Арриета, Алек Швиммер и Синди Спэкман                                 | Майк Нассар и Бутч Хартман                          | 23 июля 2014    | 1,80              |
| 136a    | 10a        | «Уход собаки» «Dog Gone»                                    | Гэри Конрад                                           | Кевин Арриета, Рей Делаурентис, Уилл Шифрин, Синди Спэкман и Кевин Салливан | Марсело Десоуза                                     | 28 июля 2014    | 1,80              |
| 136b    | 10b        | «Повернуть время вспять» «Turner Back Time»                 | Мишель Брайан, Кевин Петрилак и Так Такер             | Эллен Байрон и Лиза Капстром                                                | Джим Мортенсен и Бутч Хартман                       | 28 июля 2014    | 1,80              |
| 137a    | 11a        | «Космонополия» «Cosmonopoly»                                | Мишель Брайан                                         | Рей Делаурентис, Уилл Шифрин, Кевин Салливан и Беки Вангберг                | Майк Мило и Бутч Хартман                            | 7 июля 2014     | N/A               |
| 137b    | 11b        | «Собака герой» «Hero Hound»                                 | Гэри Конрад                                           | Кевин Арриета                                                               | Мигель Пуга                                         | 7 июля 2014     | N/A               |
| 138a    | 12a        | «Мальчик и его собака» «A Boy and His Dog-Boy»              | Мишель Брайан                                         | Синди Спэкман                                                               | Марсело Десоуза                                     | 8 июля 2014     | N/A               |
| 138b    | 12b        | «Блокиратор Крока» «Crock Blocked»                          | Мишель Брайан, Кевин Петрилак и Так Такер             | Синди Спэкман                                                               | Майк Нассар и Бутч Хартман                          | 8 июля 2014     | N/A               |
| 139a    | 13a        | «Чудаки на поезде» «Weirdos on a Train»                     | Гэри Конрад                                           | Рей Делаурентис, Кевин Салливан и Уилл Шифрин                               | Джим Мортенсен и Бутч Хартман                       | 29 июля 2014    | N/A               |
| 139b    | 13b        | «Куча Тимми» «Tons of Timmys»                               | Мишель Брайан, Кевин Петрилак и Так Такер             | Лиза Капстром                                                               | Майк Мило и Бутч Хартман                            | 29 июля 2014    | N/A               |
| 140a    | 14a        | «Не будите спящую собаку» «Let Sleeper Dogs Lie»            | Мишель Брайан                                         | Синди Спэкман                                                               | Мигель Пуга                                         | 14 июля 2014    | 1,86              |
| 140b    | 14b        | «Кот-острофа» «Cat-Astrophe»                                | Гэри Конрад                                           | Алек Швиммер                                                                | Майк Нассар и Бутч Хартман                          | 14 июля 2014    | 1,86              |
| 141a    | 15a        | «Хромая утка» «Lame Ducks»                                  | Мишель Брайан                                         | Синди Спэкман                                                               | Джим Мортенсен и Бутч Хартман                       | 30 июля 2014    | 2,21              |
| 141b    | 15b        | «Идеальный кошмар» «A Perfect Nightmare»                    | Кевин Петрилак                                        | Рей Делаурентис, Уилл Шифрин и Кевин Салливан                               | Марсело Десоуза                                     | 30 июля 2014    | 2,12              |
| 142a    | 16a        | «Любовь с первого лая» «Love at First Bark»                 | Гэри Конрад                                           | Рей Делаурентис, Уилл Шифрин и Кевин Салливан                               | Майк Мило и Бутч Хартман                            | 21 июля 2014    | N/A               |
| 142b    | 16b        | «В отчаянии без домохозяйки» «Desperate Without Housewives» | Кевин Петрилак                                        | Лиза Капстром                                                               | Мигель Пуга                                         | 21 июля 2014    | N/A               |
| 143a    | 17a        | «Мастер на все руки» «Jerk of All Trades»                   | Мишель Брайан                                         | Синди Спэкман                                                               | Майк Нассар и Бутч Хартман                          | 15 июля 2014    | 1,85              |
| 143b    | 17b        | «Атака закусок» «Snack Attack»                              | Гэри Конрад                                           | Алек Швиммер, Рей Делаурентис, Уилл Шифрин и Кевин Салливан                 | Марсело Десоуза                                     | 15 июля 2014    | 1,85              |
| 144a    | 18a        | «Превращение в Тёрнера» «Turning Into Turner»               | Кевин Петрилак                                        | Джоанна Льюис, Алек Швиммер и Кристина Сонгко                               | Джим Мортенсен и Бутч Хартман                       | 16 июля 2014    | 1,91              |
| 144b    | 18b        | «Пропавшая палочка» «The Wand That Got Away»                | Мишель Брайан                                         | Синди Спэкман                                                               | Майк Мило и Бутч Хартман                            | 16 июля 2014    | 1,91              |
| 145a    | 19a        | «Боязнь сцены» «Stage Fright»                               | Гэри Конрад                                           | Джоанна Льюис, Кристина Сонгко и Беки Вангберг                              | Мигель Пуга                                         | 22 июля 2014    | N/A               |
| 145b    | 19b        | «'Смываясь» «Gone Flushin»                                  | Кевин Петрилак                                        | Лиза Капстром                                                               | Майк Нассар и Бутч Хартман                          | 22 июля 2014    | N/A               |
| 146     | 20         | «Волшебный покровитель стариков» «Fairly Old Parent»        | Мишель Брайан и Гэри Конрад                           | Рей Делаурентис, Уилл Шифрин, Алек Швиммер, Кевин Салливан и Беки Вангберг  | Марсело Десоуза, Джим Мортенсен и Бутч Хартман      | 28 марта 2015   | 1,95              |
| 147     | 21         | «Школа Крока» «School of Crock»                             | Кен Брюс и Мишель Брайан                              | Рей Делаурентис, Уилл Шифрин, Алек Швиммер и Кевин Салливан                 | Вольф Рюдигер Блосс и Фред Гонзалес                 | 26 мая 2014     | 2,45              |
| 148     | 22         | «Истории Диммсдэйла» «Dimmsdale Tales»                      | Кен Брюс и Гэри Конрад                                | Джоанна Льюис, Алек Швиммер, Кристина Сонгко и Синди Спэкман                | Брендон Круз и Мигель Пуга                          | 18 июля 2014    | N/A               |
| 149     | 23         | «Прошлый и неистовый» «The Past and the Furious»            | Мишель Брайан и Гэри Конрад                           | Рей Делаурентис, Уилл Шифрин, Алек Швиммер и Кевин Салливан                 | Вольф Рюдигер Блосс, Марсело Десоуза и Брендон Круз | 11 июля 2014    | N/A               |
| 150     | 24         | «Начало волшебства» «The Fairy Beginning»                   | Кен Брюс и Мишель Брайан                              | Рей Делаурентис, Уилл Шифрин, Алек Швиммер и Кевин Салливан                 | Фред Гонзалес, Брендон Круз и Мигель Пуга           | 28 марта 2015   | 2,03              |
| 151     | 25         | «Сказки покровителей» «Fairly Odd Fairy Tales»              | Кен Брюс и Гэри Конрад                                | Уитни Фокс, Джоанна Льюис, Алек Швиммер и Кристина Сонгко                   | Марсело Десоуза и Брендон Круз                      | 1 августа 2014  | 2,14              |
| 152     | 26         | «Худший друг человека» «Man's Worst Friend»                 | Мишель Брайан и Гэри Конрад                           | Рей Делаурентис, Уилл Шифрин, Алек Швиммер и Кевин Салливан                 | Вольф Рюдигер Блосс и Фред Гонзалес                 | 8 февраля 2015  | 1,48              |

### 10 сезон (2016—2017)
| № общий | № в сезоне | Название                                                                   | Режиссёр                     | Автор сценария                                                                                     | Раскадровка                                   | Дата премьеры    |                 | Зрители США (млн) |
| ------- | ---------- | -------------------------------------------------------------------------- | ---------------------------- | -------------------------------------------------------------------------------------------------- | --------------------------------------------- | ---------------- | --------------- | ----------------- |
| 153     | 1          | «Феерическая жадность» «The Big Fairy Share Scare!»                        | Кен Брюс и Джон Макинтайр    | Эллен Байрон, Рей Делаурентис и Лисса Капстром                                                     | Фред Гонзалес и Бутч Хартман                  | 15 января 2016   | 8 мая 2016      | 1,20              |
| 154a    | 2a         | «Хочу это вырезать!» «Whittle Me This!»                                    | Джон Макинтайр               | Эллен Байрон, Боб Коллеари, Рей Делаурентис и Лисса Капстром                                       | Сара Джонсон                                  | 22 января 2016   | 15 мая 2016     | 1,23              |
| 154b    | 2b         | «Мэрский день» «Mayor May Not»                                             | Кен Брюс                     | Эллен Байрон, Боб Коллеари, Рей Делаурентис и Лисса Капстром                                       | Бутч Хартман и Пол Ли                         | 29 января 2016   | 15 мая 2016     | 1,13              |
| 155a    | 3a         | «Девочки-белочки» «Girly Squirrely»                                        | Шери Поллак                  | Эллен Байрон, Боб Коллеари, Рей Делаурентис и Лисса Капстром                                       | Джон Уэст                                     | 5 февраля 2016   | 22 мая 2016     | 1,30              |
| 155b    | 3b         | «Деньрожденская битва» «Birthday Battle»                                   | Шери Поллак                  | Эллен Байрон, Боб Коллеари, Рей Делаурентис и Лисса Капстром                                       | Гэвин Фрейтас                                 | 19 февраля 2016  | 22 мая 2016     | 1,22              |
| 156a    | 4a         | «Честные мишки» «The Fair Bears»                                           | Джон Макинтайр               | Эллен Байрон, Боб Коллеари, Рей Делаурентис и Лисса Капстром                                       | Бенджи Уилльямс                               | 26 февраля 2016  | 7 августа 2016  | 1,27              |
| 156b    | 4b         | «Лузера возвращаются» «Return of the L.O.S.E.R.S.»                         | Кен Брюс                     | Эллен Байрон, Боб Коллеари, Рей Делаурентис и Лисса Капстром                                       | Гэвин Фрейтас                                 | 14 июня 2017     | 7 августа 2016  | 0,17              |
| 157a    | 5a         | «Приз с подвохом» «A Sash and a Rash»                                      | Шери Поллак                  | Эллен Байрон, Боб Коллеари, Рей Делаурентис и Лисса Капстром                                       | Сара Джонсон                                  | 12 сентября 2016 | 7 августа 2016  | 1,46              |
| 157b    | 5b         | «Рыбка из пруда» «Fish Out of Water»                                       | Джон Макинтайр               | Эллен Байрон, Боб Коллеари, Рей Делаурентис и Лисса Капстром                                       | Бутч Хартман и Пол Ли                         | 12 сентября 2016 | 7 августа 2016  | 1,46              |
| 158a    | 6a         | «Животные-Крокеры» «Animal Crockers»                                       | Кен Брюс                     | Эллен Байрон, Рей Делаурентис, Боб Коллеари и Лисса Капстром                                       | Сара Джонсон                                  | 14 сентября 2016 | 16 октября 2016 | 1,36              |
| 158b    | 6b         | «Волшебная простуда Крокера» «One Flu Over the Crocker's Nest»             | Кен Брюс                     | Эллен Байрон, Боб Коллеари, Рей Делаурентис и Лисса Капстром                                       | Джон Уэст                                     | 14 сентября 2016 | 16 октября 2016 | 1,36              |
| 159     | 7          | «Олуши в ловушке» «Booby Trapped»                                          | Джон Макинтайр и Шери Поллак | Эллен Байрон, Боб Коллеари, Рей Делаурентис и Лисса Капстром                                       | Гэвин Фрейтас, Сара Джонсон и Бенджи Уилльямс | 16 сентября 2016 | 4 декабря 2016  | 1,60              |
| 160a    | 8a         | «Голубой ангел» «Blue Angel»                                               | Джон Макинтайр               | Боб Коллеари и Рей Делаурентис                                                                     | Джон Уэст                                     | 13 сентября 2016 | 23 октября 2016 | 1,39              |
| 160b    | 8b         | «Пришелец Марк» «Marked Man»                                               | Шери Поллак                  | Эллен Байрон, Боб Коллеари, Рей Делаурентис, Лисса Капстром и Беки Вангберг                        | Бутч Хартман и Пол Ли                         | 13 сентября 2016 | 23 октября 2016 | 1,39              |
| 161a    | 9a         | «Кларк Лазер» «Clark Laser»                                                | Кен Брюс                     | Рей Делаурентис                                                                                    | Бенджи Уилльямс                               | 15 сентября 2016 | 5 ноября 2016   | 1,55              |
| 161b    | 9b         | «Женат на мамочке» «Married to the Mom»                                    | Шери Поллак                  | Эллен Байрон и Лисса Капстром                                                                      | Гэвин Фрейтас                                 | 15 сентября 2016 | 5 ноября 2016   | 1,55              |
| 162a    | 10a        | «Каждому своё» «Which Is Wish»                                             | Джон Макинтайр               | Эллен Байрон, Боб Коллеари, Рей Делаурентис и Лисса Капстром                                       | Сара Джонсон                                  | 21 июня 2017     | 11 декабря 2016 | 0,22              |
| 162b    | 10b        | «Дикий и дерзкий» «Nuts and Dangerous»                                     | Кен Брюс                     | Боб Коллеари, Рей Делаурентис и Лисса Капстром                                                     | Бутч Хартман и Пол Ли                         | 22 февраля 2017  | 11 декабря 2016 | N/A               |
| 163a    | 11a        | «Фее-кон» «Fairy Con»                                                      | Джон Макинтайр               | Эллен Байрон, Боб Коллеари и Рей Делаурентис                                                       | Бенджи Уилльямс                               | 28 июня 2017     | 18 декабря 2016 | 0,23              |
| 163b    | 11b        | «Голодные игры» «The Hungry Games»                                         | Шери Поллак                  | Беки Вангберг                                                                                      | Джон Уэст                                     | 12 июля 2017     | 18 декабря 2016 | 0,26              |
| 164a    | 12a        | «Весенняя размолвка» «Spring Break-Up»                                     | Кен Брюс                     | Эллен Байрон, Боб Коллеари, Рей Делаурентис и Лисса Капстром                                       | Гэвин Фрейтас                                 | 1 февраля 2017   | 25 декабря 2016 | 0,21              |
| 164b    | 12b        | «Димсдэйльский шик» «Dimmsdale Daze»                                       | Шери Поллак                  | Эллен Байрон, Боб Коллеари, Рей Делаурентис и Лисса Капстром                                       | Сара Джонсон                                  | 21 июня 2017     | 25 декабря 2016 | 0,22              |
| 165a    | 13a        | «Кот и мышь» «Cat 'n Mouse»                                                | Кен Брюс                     | Эллен Байрон, Боб Коллеари, Рей Делаурентис и Лисса Капстром                                       | Сара Джонсон и Пол Ли                         | 22 февраля 2017  | 1 января 2017   | N/A               |
| 165b    | 13b        | «Прочь, старый зануда!» «Chip Off the Old Crock!»                          | Шери Поллак                  | Эллен Байрон, Боб Коллеари, Рей Делаурентис и Лисса Капстром                                       | Джон Уэст                                     | 28 июня 2017     | 1 января 2017   | 0,23              |
| 166a    | 14a        | «Космические ка-дети» «Space Ca-Dad»                                       | Джордж Эллиот и Кейт Оливер  | Эллен Байрон, Боб Коллеари, Рей Делаурентис и Лисса Капстром                                       | Стив Дэй                                      | 19 июля 2017     | 8 января 2017   | 0,28              |
| 166b    | 14b        | «Летний обломчик» «Summer Bummer»                                          | Джордж Эллиот и Кейт Оливер  | Эллен Байрон, Боб Коллеари, Рей Делаурентис и Лисса Капстром                                       | Тед Колльер                                   | 12 июля 2017     | 8 января 2017   | 0,26              |
| 167a    | 15a        | «Свободу ушастому» «Hare Raiser»                                           | Джордж Эллиот и Кейт Оливер  | Эллен Байрон, Боб Коллеари, Рей Делаурентис и Лисса Капстром                                       | Блэйн Бёрнсайд и Брайан Кохлен                | 26 июля 2017     | 15 января 2017  | 0,38              |
| 167b    | 15b        | «Салатный пират» «The Kale Patch Caper»                                    | Джордж Эллиот и Кейт Оливер  | Эллен Байрон, Боб Коллеари, Рей Делаурентис, Лисса Капстром и Беки Вангберг                        | Стив Дэй                                      | 26 июля 2017     | 15 января 2017  | 0,38              |
| 168a    | 16a        | «Паплантида» «Dadlantis»                                                   | Джордж Эллиот и Кейт Оливер  | Эллен Байрон, Боб Коллеари, Рей Делаурентис и Лисса Капстром                                       | Блэйн Бёрнсайд, Брайан Вонг и Джерри Дюшмен   | 8 февраля 2017   | 22 января 2017  | N/A               |
| 168b    | 16b        | «Хлоя рулит!» «Chloe Rules!»                                               | Джордж Эллиот и Кейт Оливер  | Эллен Байрон, Боб Коллеари, Рей Делаурентис и Лисса Капстром                                       | Стив Ремен                                    | 15 февраля 2017  | 22 января 2017  | 0,14              |
| 169a    | 17a        | «Дом кроверком» «Crockin' the House»                                       | Джордж Эллиот и Кейт Оливер  | Эллен Байрон, Боб Коллеари, Рей Делаурентис и Лисса Капстром                                       | Тед Колльер                                   | 25 января 2017   | 29 января 2017  | 0,17              |
| 169b    | 17b        | «Пряное опоздание» «Tardy Sauce»                                           | Джордж Эллиот и Кейт Оливер  | Эллен Байрон, Боб Коллеари, Рей Делаурентис и Лисса Капстром                                       | Брайан Кохлен                                 | 15 февраля 2017  | 29 января 2017  | 0,14              |
| 170a    | 18a        | «Рыцарский круиз» «Knitwits»                                               | Джордж Эллиот и Кейт Оливер  | Эллен Байрон, Боб Коллеари, Рей Делаурентис и Лисса Капстром                                       | Джерри Дюшмен                                 | 8 февраля 2017   | 5 февраля 2017  | N/A               |
| 170b    | 18b        | «Есть ли в Димсдэйле таланты?» «Dimmsdale's Got Talent?»                   | Джордж Эллиот и Кейт Оливер  | Эллен Байрон, Боб Коллеари, Рей Делаурентис, Лисса Капстром и Беки Вангберг                        | Стив Дэй и Сима Вирди                         | 14 июня 2017     | 5 февраля 2017  | 0,17              |
| 171     | 19         | «Супер сиделка с сертификатом» «Certifiable Super Sitter»                  | Джордж Эллиот и Кейт Оливер  | Сюжет : Кайли Ворндран Телесценарий : Эллен Байрон, Боб Коллеари, Рей Делаурентис и Лисса Капстром | Саймон Пакетт и Тед Колльер                   | 18 января 2017   | 12 февраля 2017 | 0,23              |
| 172a    | 20a        | «Златакрокер и три честных мишки» «Goldie-Crocks and the Three Fair Bears» | Джордж Эллиот и Кейт Оливер  | Рей Делаурентис и Уилл Шифрин                                                                      | Кэти Шэнахэн                                  | 19 июля 2017     | 19 февраля 2017 | 0,28              |
| 172b    | 20b        | «Модный-Шмодный» «Fancy Schmancy»                                          | Джордж Эллиот и Кейт Оливер  | Беки Вангберг                                                                                      | Брайан Кохлен                                 | 1 февраля 2017   | 19 февраля 2017 | 0,21              |

## Игровые фильмы
| Название                                                                                        | Режиссёр            | Автор сценария                                                                                        | Дата премьеры  | Зрители США (млн) |
| ----------------------------------------------------------------------------------------------- | ------------------- | --- | -------------- | ----------------- |
| «Волшебные покровители: Повзрослей, Тимми Тёрнер!» «A Fairly Odd Movie: Grow Up, Timmy Turner!» | Сэвидж Стив Холлэнд | Бутч Хартман и Скотт Феллоуз                                                                          | 9 июля 2011    | 5,8               |
| «Очень странное Рождество» «A Fairly Odd Christmas»                                             | Сэвидж Стив Холлэнд | Бутч Хартман и Сэвидж Стив Холлэнд Сюжет: Бутч Хартман, Рей Делаурентис и Уилл Шифрин                 | 29 ноября 2012 | 4,5               |
| «Очень странный рай» «A Fairly Odd Summer»                                                      | Сэвидж Стив Холлэнд | Бутч Хартман и Сэвидж Стив Холлэнд Сюжет: Бутч Хартман, Рей Делаурентис, Уилл Шифрин и Кевин Салливан | 2 августа 2014 | 2,8               |

## Комментарии
1. 1 2  Названия серий даны согласны дубляжу Nickelodeon.[8]